# Jaume el Conqueridor
|  | «Jaume I» redirigeix aquí. Vegeu-ne altres significats a «Jaume I (desambiguació)». |

Jaume el Conqueridor, anomenat també Jaume I d'Aragó (Montpeller, Senyoria de Montpeller, 2 de febrer del 1208 - València, Regne de València, 27 de juliol del 1276; en occità i català antic Jacme; en aragonès modern Chaime;en llatí Iacobus; en castellà Jaime o Jacobo i Santiago. Tots provenen del nom hebreu Iaakov, que significa 'que Déu protegeixi'), fou sobirà de la Corona d'Aragó amb els títols principals de rei d'Aragó, rei de Mallorca, rei de València, comte de Barcelona, comte d'Urgell, i senyor de Montpeller (1213-1276). Començà a regnar a l'edat de 10 anys assistit pel Consell Reial, regnà 58 anys i morí a l'edat de 68 anys. És enterrat al Reial Monestir de Santa Maria de Poblet.

## Família
Fill i successor del rei Pere II d'Aragó al tron de la corona d'Aragó i de Maria de Montpeller. Quedà totalment orfe de pare i mare el 1213, quan tan sols comptava amb 5 anys. Fou pare dels reis Pere "el Gran" i Jaume II de Mallorca "el Prudent".
|  |                                            |  |  |  |  |  |  |  |  |  |  |  |  |  |  |  |
|  | Ramon Berenguer III de Barcelona (el Gran) |  |  |  |  |  |  |  |  |  |  |  |  |  |  |  |
|  |                                            |  |  |  |  |  |  |  |  |  |  |  |  |  |  |  |
|  |                                            |  |  |  |  |  |  |  |  |  |  |  |  |  |  |  |
|  | Ramon Berenguer IV de Barcelona (el Sant)  |  |  |  |  |  |  |  |  |  |  |  |  |  |  |  |
|  |                                            |  |  |  |  |  |  |  |  |  |  |  |  |  |  |  |
|  |                                            |  |  |  |  |  |  |  |  |  |  |  |  |  |  |  |
|  | Dolça de Provença                          |  |  |  |  |  |  |  |  |  |  |  |  |  |  |  |
|  |                                            |  |  |  |  |  |  |  |  |  |  |  |  |  |  |  |
|  |                                            |  |  |  |  |  |  |  |  |  |  |  |  |  |  |  |
|  | Alfons II d'Aragó (el Cast)                |  |  |  |  |  |  |  |  |  |  |  |  |  |  |  |
|  |                                            |  |  |  |  |  |  |  |  |  |  |  |  |  |  |  |
|  |                                            |  |  |  |  |  |  |  |  |  |  |  |  |  |  |  |
|  | Ramir II d'Aragó (el Monjo)                |  |  |  |  |  |  |  |  |  |  |  |  |  |  |  |
|  |                                            |  |  |  |  |  |  |  |  |  |  |  |  |  |  |  |
|  |                                            |  |  |  |  |  |  |  |  |  |  |  |  |  |  |  |
|  | Peronella d'Aragó                          |  |  |  |  |  |  |  |  |  |  |  |  |  |  |  |
|  |                                            |  |  |  |  |  |  |  |  |  |  |  |  |  |  |  |
|  |                                            |  |  |  |  |  |  |  |  |  |  |  |  |  |  |  |
|  | Agnès de Poitiers                          |  |  |  |  |  |  |  |  |  |  |  |  |  |  |  |
|  |                                            |  |  |  |  |  |  |  |  |  |  |  |  |  |  |  |
|  |                                            |  |  |  |  |  |  |  |  |  |  |  |  |  |  |  |
|  | Pere II d'Aragó (el Catòlic)               |  |  |  |  |  |  |  |  |  |  |  |  |  |  |  |
|  |                                            |  |  |  |  |  |  |  |  |  |  |  |  |  |  |  |
|  |                                            |  |  |  |  |  |  |  |  |  |  |  |  |  |  |  |
|  | Ramon de Borgonya                          |  |  |  |  |  |  |  |  |  |  |  |  |  |  |  |
|  |                                            |  |  |  |  |  |  |  |  |  |  |  |  |  |  |  |
|  |                                            |  |  |  |  |  |  |  |  |  |  |  |  |  |  |  |
|  | Alfons VII de Castella                     |  |  |  |  |  |  |  |  |  |  |  |  |  |  |  |
|  |                                            |  |  |  |  |  |  |  |  |  |  |  |  |  |  |  |
|  |                                            |  |  |  |  |  |  |  |  |  |  |  |  |  |  |  |
|  | Urraca I de Castella                       |  |  |  |  |  |  |  |  |  |  |  |  |  |  |  |
|  |                                            |  |  |  |  |  |  |  |  |  |  |  |  |  |  |  |
|  |                                            |  |  |  |  |  |  |  |  |  |  |  |  |  |  |  |
|  | Sança de Castella                          |  |  |  |  |  |  |  |  |  |  |  |  |  |  |  |
|  |                                            |  |  |  |  |  |  |  |  |  |  |  |  |  |  |  |
|  |                                            |  |  |  |  |  |  |  |  |  |  |  |  |  |  |  |
|  | Ladislau II de Polònia                     |  |  |  |  |  |  |  |  |  |  |  |  |  |  |  |
|  |                                            |  |  |  |  |  |  |  |  |  |  |  |  |  |  |  |
|  |                                            |  |  |  |  |  |  |  |  |  |  |  |  |  |  |  |
|  | Riquilda de Polònia                        |  |  |  |  |  |  |  |  |  |  |  |  |  |  |  |
|  |                                            |  |  |  |  |  |  |  |  |  |  |  |  |  |  |  |
|  |                                            |  |  |  |  |  |  |  |  |  |  |  |  |  |  |  |
|  | Agnès de Babenberg                         |  |  |  |  |  |  |  |  |  |  |  |  |  |  |  |
|  |                                            |  |  |  |  |  |  |  |  |  |  |  |  |  |  |  |
|  |                                            |  |  |  |  |  |  |  |  |  |  |  |  |  |  |  |
|  | Jaume I d'Aragó (el Conqueridor)           |  |  |  |  |  |  |  |  |  |  |  |  |  |  |  |
|  |                                            |  |  |  |  |  |  |  |  |  |  |  |  |  |  |  |
|  |                                            |  |  |  |  |  |  |  |  |  |  |  |  |  |  |  |
|  | Guilhèm VI de Montpeller                   |  |  |  |  |  |  |  |  |  |  |  |  |  |  |  |
|  |                                            |  |  |  |  |  |  |  |  |  |  |  |  |  |  |  |
|  |                                            |  |  |  |  |  |  |  |  |  |  |  |  |  |  |  |
|  | Guilhèm VII de Montpeller                  |  |  |  |  |  |  |  |  |  |  |  |  |  |  |  |
|  |                                            |  |  |  |  |  |  |  |  |  |  |  |  |  |  |  |
|  |                                            |  |  |  |  |  |  |  |  |  |  |  |  |  |  |  |
|  | Sibil·la de Mataplana                      |  |  |  |  |  |  |  |  |  |  |  |  |  |  |  |
|  |                                            |  |  |  |  |  |  |  |  |  |  |  |  |  |  |  |
|  |                                            |  |  |  |  |  |  |  |  |  |  |  |  |  |  |  |
|  | Guilhèm VIII de Montpeller                 |  |  |  |  |  |  |  |  |  |  |  |  |  |  |  |
|  |                                            |  |  |  |  |  |  |  |  |  |  |  |  |  |  |  |
|  |                                            |  |  |  |  |  |  |  |  |  |  |  |  |  |  |  |
|  | Hug II de Borgonya                         |  |  |  |  |  |  |  |  |  |  |  |  |  |  |  |
|  |                                            |  |  |  |  |  |  |  |  |  |  |  |  |  |  |  |
|  |                                            |  |  |  |  |  |  |  |  |  |  |  |  |  |  |  |
|  | Matilda de Borgonya                        |  |  |  |  |  |  |  |  |  |  |  |  |  |  |  |
|  |                                            |  |  |  |  |  |  |  |  |  |  |  |  |  |  |  |
|  |                                            |  |  |  |  |  |  |  |  |  |  |  |  |  |  |  |
|  | Felicia-Matilda de Mayenne                 |  |  |  |  |  |  |  |  |  |  |  |  |  |  |  |
|  |                                            |  |  |  |  |  |  |  |  |  |  |  |  |  |  |  |
|  |                                            |  |  |  |  |  |  |  |  |  |  |  |  |  |  |  |
|  | Maria de Montpeller                        |  |  |  |  |  |  |  |  |  |  |  |  |  |  |  |
|  |                                            |  |  |  |  |  |  |  |  |  |  |  |  |  |  |  |
|  |                                            |  |  |  |  |  |  |  |  |  |  |  |  |  |  |  |
|  | Joan II Comnè                              |  |  |  |  |  |  |  |  |  |  |  |  |  |  |  |
|  |                                            |  |  |  |  |  |  |  |  |  |  |  |  |  |  |  |
|  |                                            |  |  |  |  |  |  |  |  |  |  |  |  |  |  |  |
|  | Isaac Comnè                                |  |  |  |  |  |  |  |  |  |  |  |  |  |  |  |
|  |                                            |  |  |  |  |  |  |  |  |  |  |  |  |  |  |  |
|  |                                            |  |  |  |  |  |  |  |  |  |  |  |  |  |  |  |
|  | Prisca d'Hongria                           |  |  |  |  |  |  |  |  |  |  |  |  |  |  |  |
|  |                                            |  |  |  |  |  |  |  |  |  |  |  |  |  |  |  |
|  |                                            |  |  |  |  |  |  |  |  |  |  |  |  |  |  |  |
|  | Eudòxia Comnena                            |  |  |  |  |  |  |  |  |  |  |  |  |  |  |  |
|  |                                            |  |  |  |  |  |  |  |  |  |  |  |  |  |  |  |
|  |                                            |  |  |  |  |  |  |  |  |  |  |  |  |  |  |  |
|  | Irene Diplosinadena                        |  |  |  |  |  |  |  |  |  |  |  |  |  |  |  |
|  |                                            |  |  |  |  |  |  |  |  |  |  |  |  |  |  |  |
|  |                                            |  |  |  |  |  |  |  |  |  |  |  |  |  |  |  |

### Primer matrimoni

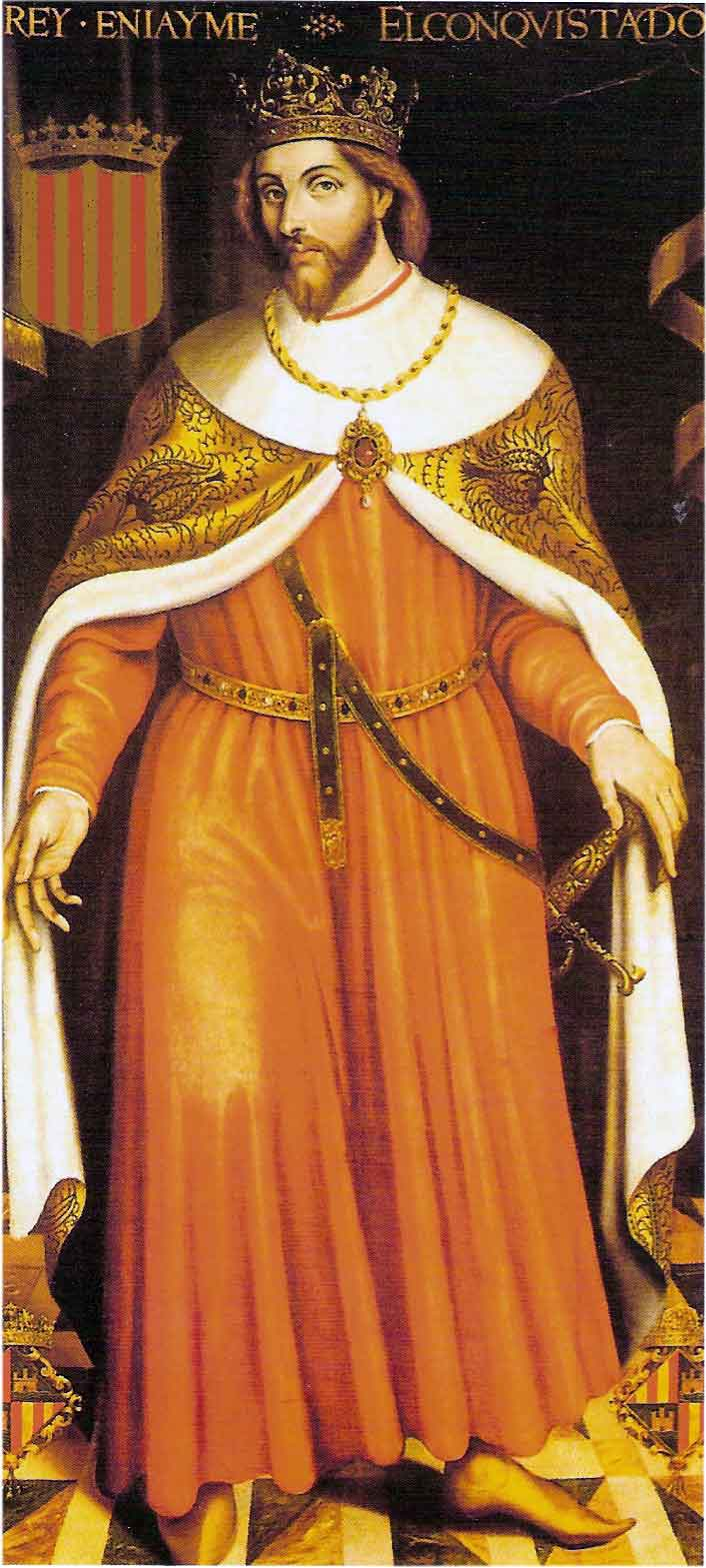
Retrat a l'oli de Jaume I de l'Ajuntament de Palma (fi del s. XVI), exposat a la Festa de l'Estendard.

Amb Elionor de Castella, filla d'Alfons VIII de Castella, el 6 de juny de 1221 a Ágreda. Se'n divorcià el 1229. Fill:
- 1 Alfons d'Aragó (1222-1260), hereu de la corona fins a la seva mort.

  Primera amant: Elo Álvarez

  Segona amant: Aurembiaix d'Urgell, filla del comte d'Urgell

### Segon matrimoni
Amb Violant d'Hongria, filla d'Andreu II d'Hongria, el 8 de setembre de 1235 a Barcelona. Fills: 
- 2 Violant d'Aragó (1236-1300), casada el 1246 amb Alfons X de Castella.
- 3 Constança d'Aragó (1238-1275), casada amb Manuel de Castella.
- 4 Sança d'Aragó (1239-1251), que morí en pelegrinatge a Terra Santa.
- 5 Pere "el Gran" (1240-1285), rei d'Aragó i València i comte de Barcelona.
- 6 Jaume II de Mallorca (1243-1311), rei de Mallorca.
- 7 Elisabet d'Aragó i d'Hongria (1245-1271), casada el 1262 amb Felip III de França.
- 8 Sanç d'Aragó (1247-1275), eclesiàstic que arribaria a ser arquebisbe de Toledo.
- 9 Ferran d'Aragó (1248-1251), mort als tres anys.
- 10 Maria d'Aragó (1248-1268), monja.

  Tercera amant: Blanca d'Antillón. Fill:
- 11 Ferran Sanxis (1240-1275), baró de Castre

  Quarta amant: Elvira Sarroca. Fill:
- 12 Jaume Sarroca (1248-1298), eclesiàstic que va arribar a ser bisbe d'Osca

  Cinquena amant: Guillema Cabrera

  Sisena amant: Berenguela Ferrandis. Fill:
- 13 Pere Ferrandis d'Híxar (1259-1318), baró d'Híxar

### Tercer matrimoni
Amb Teresa Gil de Vidaure, que seria esposa mitjançant document privat, però que el rei va abandonar quan aquesta va contraure la malaltia de la lepra. Fills:
- 14 Jaume de Xèrica (1255-1285), senyor de Xèrica
- 15 Pere I d'Ayerbe (1259-1318), baró d'Ayerbe

  Setena amant: Berenguela Alonso de Molina
  Vuitena amant: Sibil·la de Saga

## Engendrament i baptisme de l'infant Jaume (1208-1211)
La història sobre l'engendrament i el baptisme del rei en Jaume són recollits pel mateix rei en el Llibre dels fets i estan envoltats d'una aura llegendària.

### Engendrament

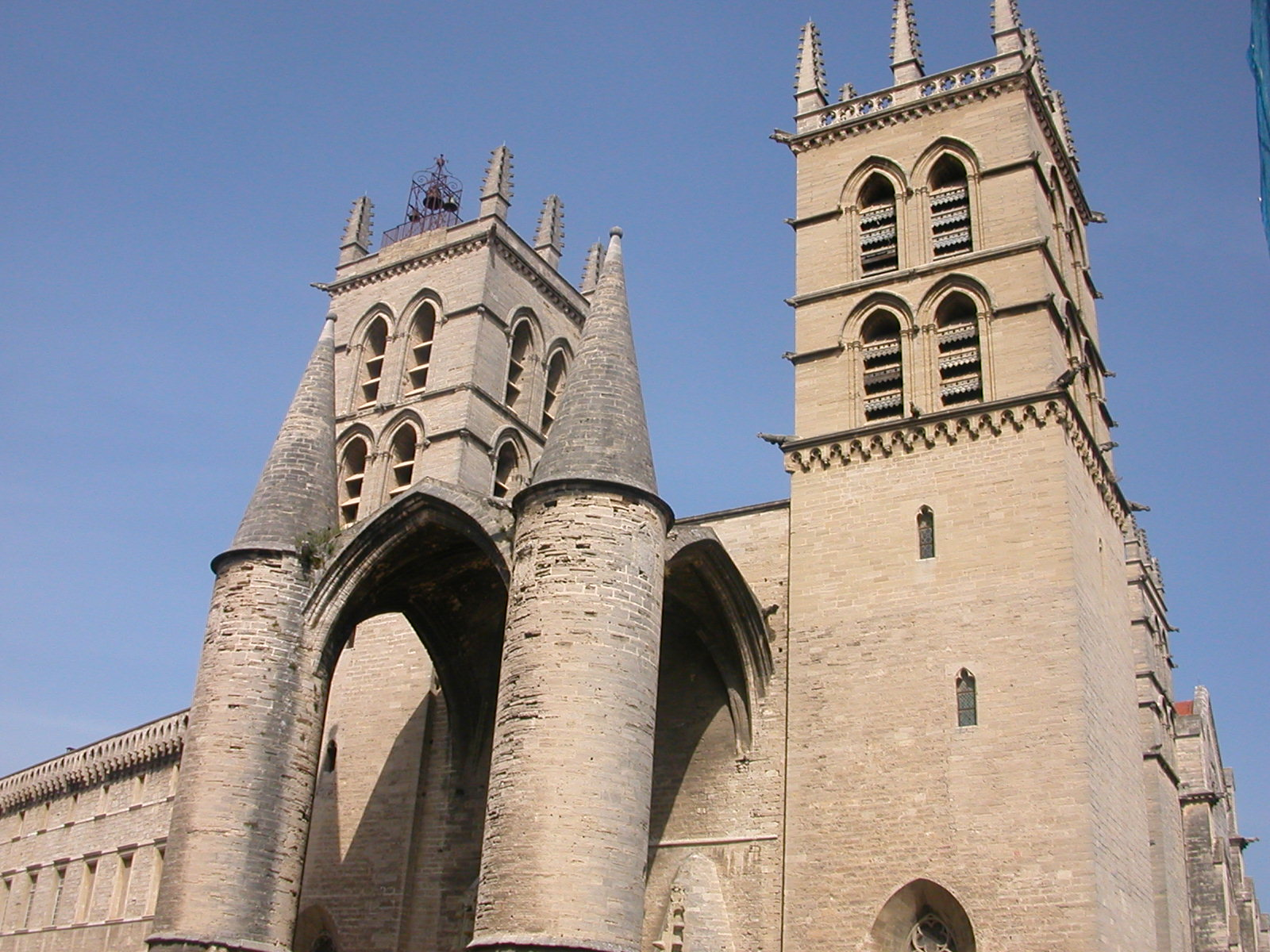
Catedral de Montpeller

Sobre l'engendrament del rei Jaume, fill de Pere el Catòlic i de Maria de Montpeller, com que el rei Pere rebutjava la seva muller i hom estava preocupat per l'absència d'un hereu legítim, s'ordí una trama per a enganyar-lo. Als primers de maig del 1207, aprofitant que el rei era a Montpeller li digueren que una dama montpellerina que desitjava tenir per amistançada l'esperava en el castell de Mireval no lluny de la ciutat de Montpeller. Però en comptes de la dama fou Maria de Montpeller qui passà la nit amb el rei, mentre a les fosques aquest pensava que jeia amb la dama que desitjava. A fi de donar fe de l'engendrament, Maria de Montpeller havia estat acompanyada per 24 prohoms i 2 notaris, abats i priors, l'oficial del bisbe i diversos religiosos, dotze dames i altres tantes donzelles. Quan arribà el matí, entraren tots a la cambra i Maria de Montpeller revelà la seva identitat, explicant-li al rei el que havia succeït; aleshores ell digué que «pus així era, que plagués a Déu que fos complit llur enteniment», i aquell mateix dia marxà de Montpeller a cavall. Passat el temps de l'embaràs, el rei en Jaume I d'Aragó va nàixer al Palau dels Tornamira de Montpeller la nit de l'1 al 2 de febrer del 1208.

### Baptisme

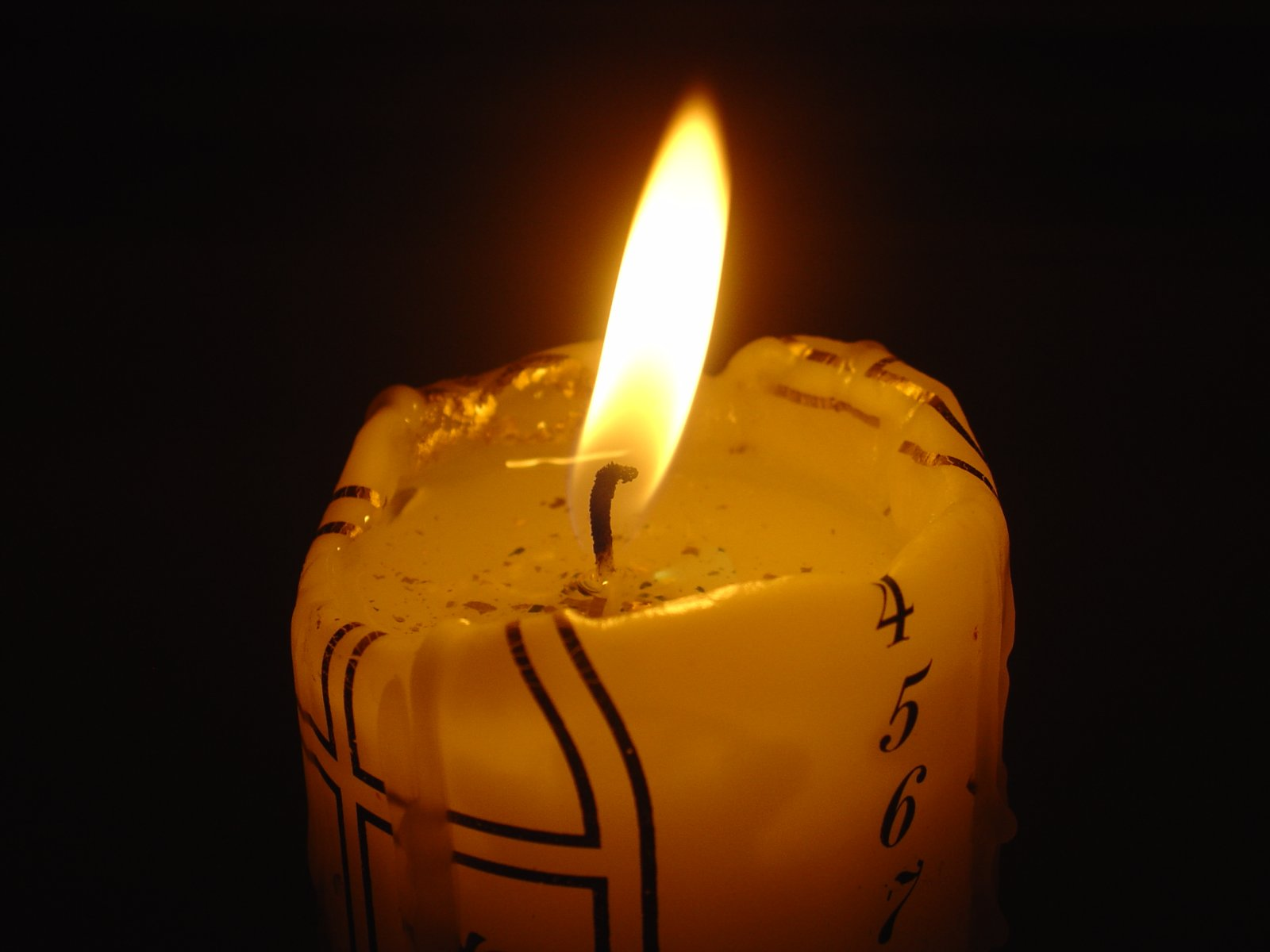
El nom del rei Jaume escollit d'entre els noms dels apòstols en un ciri

Els testimonis documentals confirmen que el primer nom que s'escollí per al futur rei conqueridor no havia estat el de Jaume, sinó que s'hauria d'haver dit Pere, talment com el seu pare. Amb aquest nom figura en el contracte matrimonial que el 1210 pactà el seu pare el rei Pere el Catòlic entre el seu fill i la comtessa d'Urgell; i també figura amb el nom de Pere en el nou contracte matrimonial firmat el 1211 amb la filla de Simó IV de Montfort. A més, en el text primitiu de les Gesta comitum Barchinonensium et Regum Aragonum se l'anomena per dues vegades Pere Jaume. I el fet és que en el llinatge del Casal de Barcelona els noms tradicionals havien estat els de Borrell, Ramon i Berenguer i les combinacions d'aquests; i en la Casa d'Aragó durant la dinastia Ximena els noms tradicionals havien estat Alfons i Pere. El nom de Jaume no comptava amb cap antecedent en cap dels dos llinatges, així com tampoc apareix en el llinatge de la reina Maria de Montpeller.
És el mateix rei qui explica en la seva crònica el motiu de l'elecció d'un nom tan estrany a la tradició, Jaume, per a l'hereu de la Corona d'Aragó. Diu que sa mare, Maria de Montpeller, encengué dotze ciris amb els noms dels dotze apòstols; els possibles noms eren, doncs, Pere, Andreu, Jaume (el major), Jaume (el menor), Joan, Felip, Bartomeu, Mateu, Maties, Tomàs, Simó, Judes (Tadeu), Judes (Iscariot). El darrer ciri a consumir-se fou el que duia escrit el nom de Iacobus (en llati) o Jacme (en occita), i aquest fou el nom que la reina Maria de Montpeller escollí per al seu fill. La Providència decidí que fos l'apòstol sant Jaume qui donés el nom al futur rei conqueridor, esdevenint Jaume I d'Aragó, i també fou I de Mallorca, I de València, I de Barcelona, I d'Urgell i I de Montpeller.

## Captiveri de l'infant Jaume i mort de Pere «el Catòlic» en la Batalla de Muret (1211-1213)

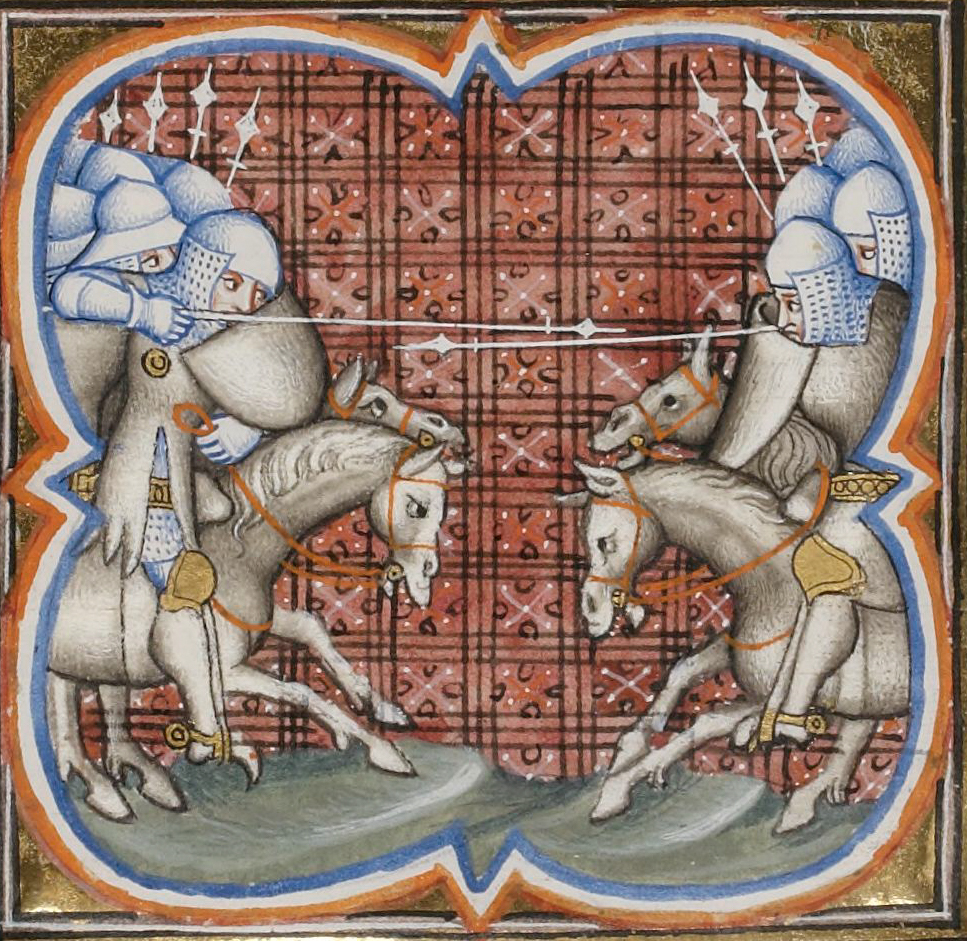
Miniatura de la batalla de Muret

Després de la victòria cristiana sobre els almohades a la batalla de Las Navas de Tolosa, el seu pare i rei Pere el Catòlic s'implicà en la Croada albigesa. El rei Pere era vassall de la Santa Seu des que es feu coronar pel Papa Innocenci III a Roma l'any 1204 i la seva ortodòxia catòlica era indubtable. Per aquesta raó, Ramon VI de Tolosa, el comte de Foix, el comte de Comenge i el comte de Bearn s'hi reteren com a vassalls buscant un senyor poderós i inqüestionable. Malgrat que el rei Pere mai no va ser favorable envers l'heretgia càtara, car ja des del 1198 havia pres mesures contra l'heretgia als seus dominis, va intervenir-hi per defensar els seus nous vassalls i l'hegemonia política adquirida per la Corona d'Aragó a Occitània, que es veia amenaçada per Simó IV de Montfort, cabdill dels croats francesos.
En un primer intent per trobar una sortida pacífica al conflicte, el rei Pere va pactar casar el seu fill primogènit, l'infant Jaume (futur Jaume I d'Aragó), amb la filla de Simó IV de Montfort, Amícia de Montfort. A tal fi, el rei Pere entregà com a penyora l'infant Jaume, que en gener 1211 tan sols tenia 2 anys, a Simó IV de Montfort, en el monestir catòlic de Mezouls a costat de Montpeller. Però un cop aquest va tenir el nadó sota el seu poder, el reclogué al Palau Trencavel de la ciutat de Carcassona i continuà atacant els vassalls del rei d'Aragó i s'imposà finalment la via militar com a única sortida al conflicte. El 12 de setembre de 1213 es lliurà la batalla de Muret en la qual morí el rei Pere. La Corona d'Aragó s'havia quedat sense rei, amb el successor en captiveri i en una situació financera crítica a causa de la guerra.

## Interregne i regència (1213-1218)
A conseqüència del vassallatge que el rei Pere el Catòlic havia retut a la Santa Seu l'any 1204, la Corona d'Aragó era jurídicament sota la sobirania directa del Papa Innocenci III. A més, Maria de Montpeller, mare de l'infant Jaume, també li havia encomanat al Sant Pare Innocenci III la protecció de l'infant Jaume. Les disposicions d'aquest s'encaminaren ràpidament a la restitució de l'infant Jaume i a l'organització de la Corona d'Aragó per tal que s'establís una regència durant la minoria d'edat de l'infant.

### Restitució de l'infant Jaume

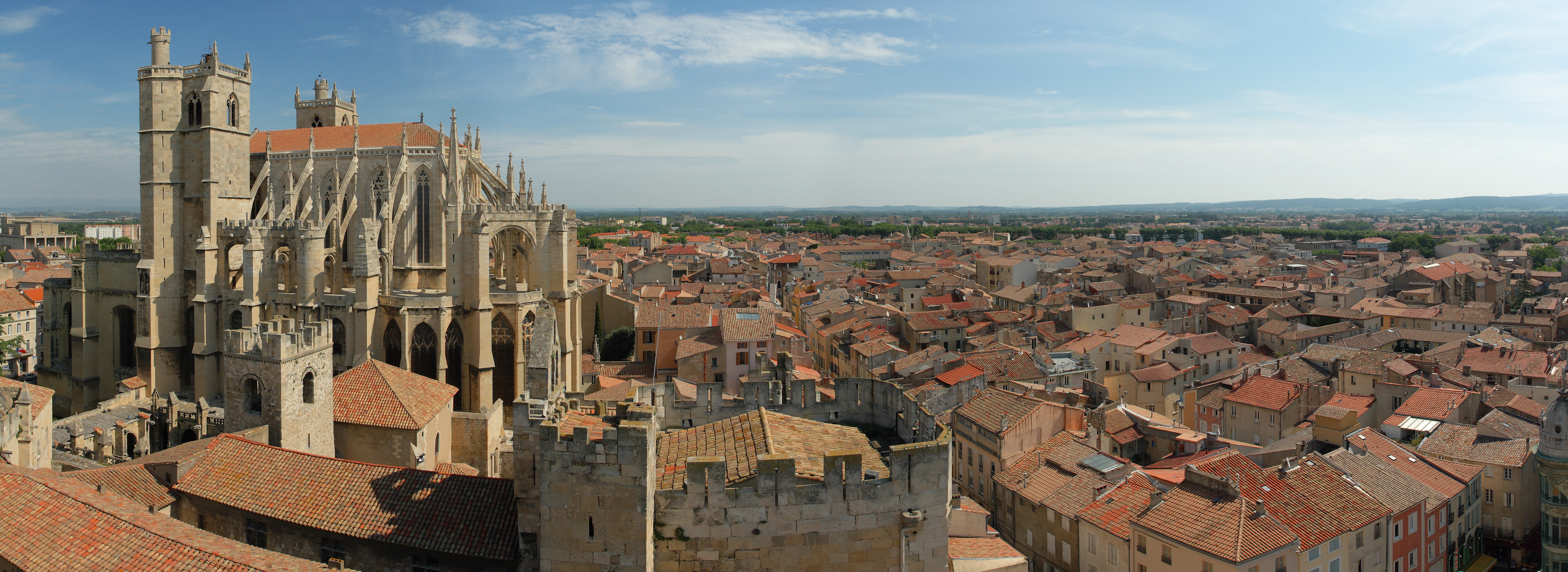
A Narbona l'infant Jaume fou restituït a l'empara de la Santa Seu

Després de la mort del rei Pere en la batalla de Muret, Maria de Montpeller, la mare de l'infant Jaume, anà a Roma i pregà al Papa Innocenci III que obligués Simó de Monfort a retornar-li el fill. Per la seva part, el Regne d'Aragó i Catalunya enviaren una delegació a Roma formada per l'antic majordom del Regne d'Aragó Ximeno Cornel I, Guillem IV de Cervera, el mestre de l'Orde del Temple fra Guillem de Mont-rodon i Pero d'Ahones. Davant la negativa inicial de Simó de Montfort, el 22 de gener del 1214 el Papa Innocenci III trameté una nova carta al comte en què li manava que restituís l'infant i fes acatament i submissió al legat papal, el cardenal Pietro di Benevento. El 18 d'abril del 1214 el legat papal arribà a Narbona i entre aquest dia i el 25 d'abril del 1214 va efectuar-se la restitució de l'infant Jaume. El varen rebre el comte Sanç d'Aragó, el mestre de l'Orde del Temple fra Guillem de Mont-rodon, així com el gran prior de l'Orde de l'Hospital i una comissió de magnats aragonesos i catalans entre els quals figuraven Dalmau de Creixell i Guillem I de Cardona. Tanmateix, l'infant Jaume va quedar sota la custòdia i protecció directa del legat del Papa Innocenci III.

### Sota la protecció de l'Orde del Temple

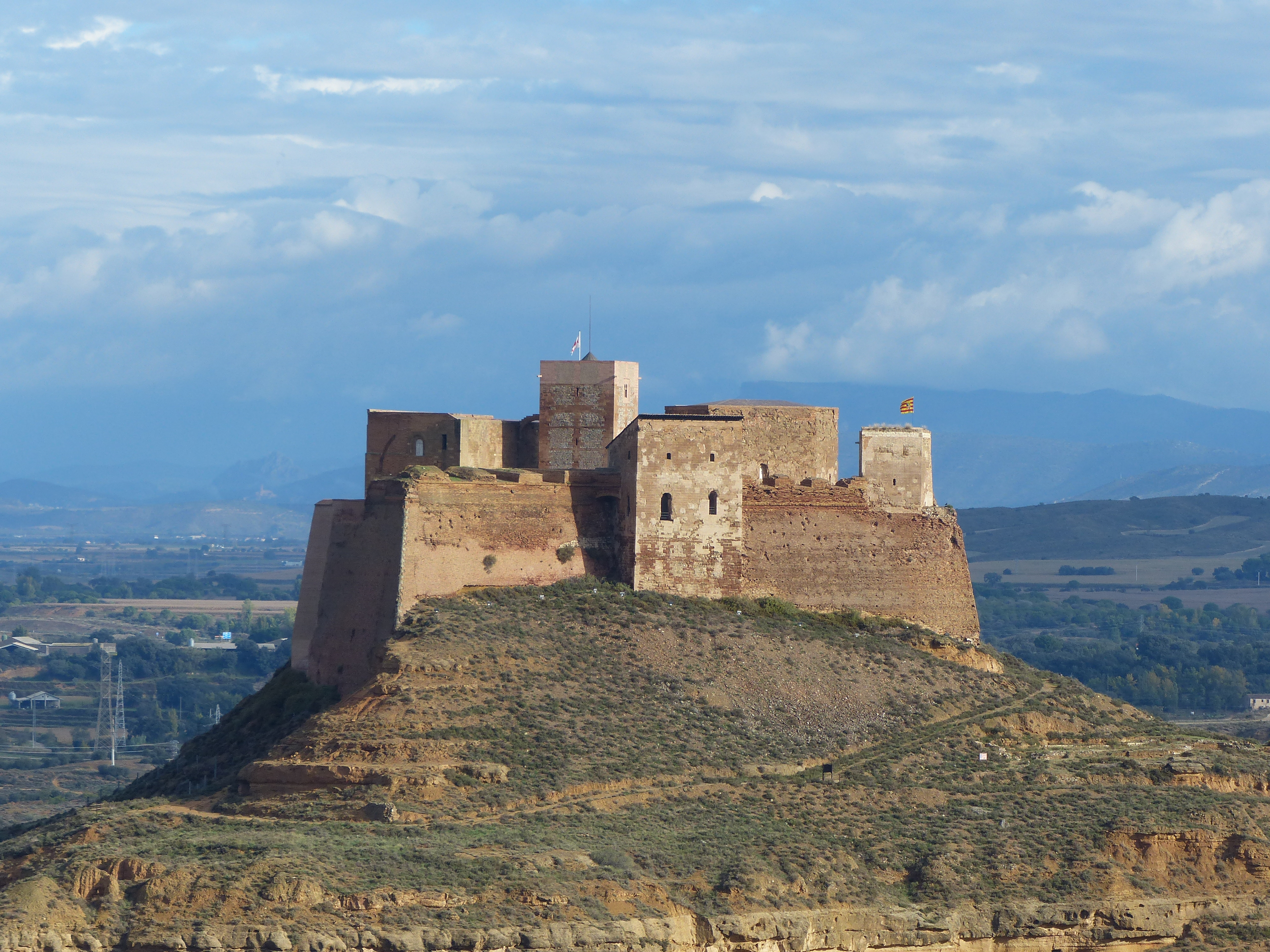
El Castell de Montsó, on fou educat l'infant Jaume dels 6 als 9 anys

A mitjan agost del 1214 el legat papal es reuní a Lleida amb una assemblea de magnats. Allí, Aspàreg de la Barca, bisbe de Pamplona, els mostrà l'infant Jaume i tots juraren respectar-lo i defensar-lo. A l'assemblea, però, no hi assistiren ni Sanç d'Aragó, ni Ferran d'Aragó, abat de Mont Aragón; segons diu el rei en la seva crònica, el motiu seria que ambdós aspiraven a la corona. Després d'aquesta assemblea i seguint els designis fixats en el testament de Maria de Montpeller, mare de l'infant Jaume, el mestre de l'Orde del Temple, fra Guillem de Mont-rodon, es feu càrrec de l'infant Jaume quan aquest comptava uns 6 anys. Els Cavallers Templers l'instruïren com a rei al Castell de Montsó des dels 6 fins als 9 anys. Al Castell de Montsó també s'hi educava l'infant Ramon Berenguer, el futur Ramon Berenguer V de Provença, qui era cosí de l'infant Jaume.

### Regència de Sanç d'Aragó (1216-1218)
El legat papal, el cardenal Pietro di Benevento, feu les funcions de procurador (regent) provant d'ordenar els temes de la corona per tal d'evitar que s'estengués el caos. Primerament designà el jueu Azac com a mediador per tal d'establir una treva entre la Corona d'Aragó i els sarraïns. Aconseguit aquest objectiu, es procedí a l'elecció oficial del Procurador de la Corona d'Aragó (el regent) i el nomenament recaigué en el sexagenari Sanç d'Aragó, comte de Rosselló, Provença i Cerdanya, tercer fill de Ramon Berenguer IV de Barcelona i Peronella d'Aragó, qui havia d'ésser assessorat per un Consell de la Procuradoria. El nomenament degué efectuar-se el mes de novembre del 1214; ben aviat però, la seva designació fou posada en dubte per un oncle de l'infant Jaume, l'abat de Mont Aragón Ferran d'Aragó, qui també aspirava a la regència.
El Consell de la Procuradoria fou organitzat definitivament pel Papa Innocenci III amb la butlla del 23 de gener del 1216. En aquest document consten els següents consellers: pel Regne d'Aragó: el bisbe de Tarassona García Frontín I, l'antic majordom del Regne d'Aragó Ximeno Cornel I i Pero d'Ahones; per Catalunya: l'arquebisbe de Tarragona Aspàreg de la Barca, els magnats catalans Guillem I de Cardona i Guillem IV de Cervera, així com el mestre de l'Orde del Temple i educador de l'infant Jaume mentre residia al castell de Montsó, fra Guillem de Mont-rodon.

### Sortida de Montsó

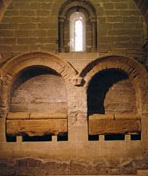
Tomba del rei Pere destruïda pels anarquistes l'any 1936 al Reial Monestir de Santa Maria de Sixena

La política pel regent Sanç d'Aragó continuà la del difunt rei Pere el Catòlic i es caracteritzà pel suport a la causa occitana i l'ànsia per venjar la mort del rei ocorreguda en la batalla de Muret. Aquesta política topà novament amb la Santa Seu i el nou Papa, Honori III, successor d'Innocenci III i defensor de Simó IV de Montfort, amenaçà novament amb una croada contra la mateixa Corona d'Aragó si el regent no deturava el seu suport a la causa occitana. Aquesta situació de màxima tensió amb el papat fou aprofitada per l'abat de Montaragó Ferran d'Aragó, per posar novament en dubte la regència de Sanç d'Aragó. Davant d'aquest creixent clima de tensió, un grup de magnats aragonesos i catalans optaren per traure l'infant Jaume del castell de Montsó i posar fi a les disputes per la regència. Així, entre els dies 20, 21 o 22 de juny del 1217, a l'edat de 9 anys, l'infant Jaume sortí del castell de Montsó.
Primerament fou conduït al Reial Monestir de Santa Maria de Sixena, on reté honors a la sepultura del seu pare, el difunt rei Pere el Catòlic.

### Fi de la regència de Sanç d'Aragó
Les amenaçadores butlles pontifícies del 1217 i 1218 inclinaren finalment el Consell Reial a oferir la submissió total de Jaume I al papa Honori III. La continuació de la procuradoria del comte Sanç d'Aragó exposava la Corona d'Aragó al perill de l'entredit i a l'excomunió del rei Jaume. Amb aquest argument, l'abat Ferran d'Aragó, amb el suport de Ximeno Cornel I, de Pero d'Ahones i de Blasco Maça, forçaren la fi de la regència cap al mes de setembre del 1218. El comte Sanç d'Aragó es traslladà al Comtat de Provença des d'on prosseguí la seva política de suport a la causa occitana i a Ramon VI de Tolosa. Però si d'una banda la retirada del comte Sanç d'Aragó significà la fi dels problemes amb la Santa Seu, per altra banda desencadenà alhora tota una sèrie de revoltes de l'aristocràcia militar per dominar el Consell Reial i controlar el poder.

## Regnat de Jaume I (1218-1276)
Durant els primers anys del seu regnat, el rei Jaume I va mantenir diverses lluites contra la noblesa. El 1219 fou nomenat un nou Consell Reial encapçalat per l'arquebisbe de Tarragona i que es perllongà fins al 1221 quan el rei en Jaume es casà i es feren Corts d'Aragó a Daroca.

### Primera revolta nobiliària

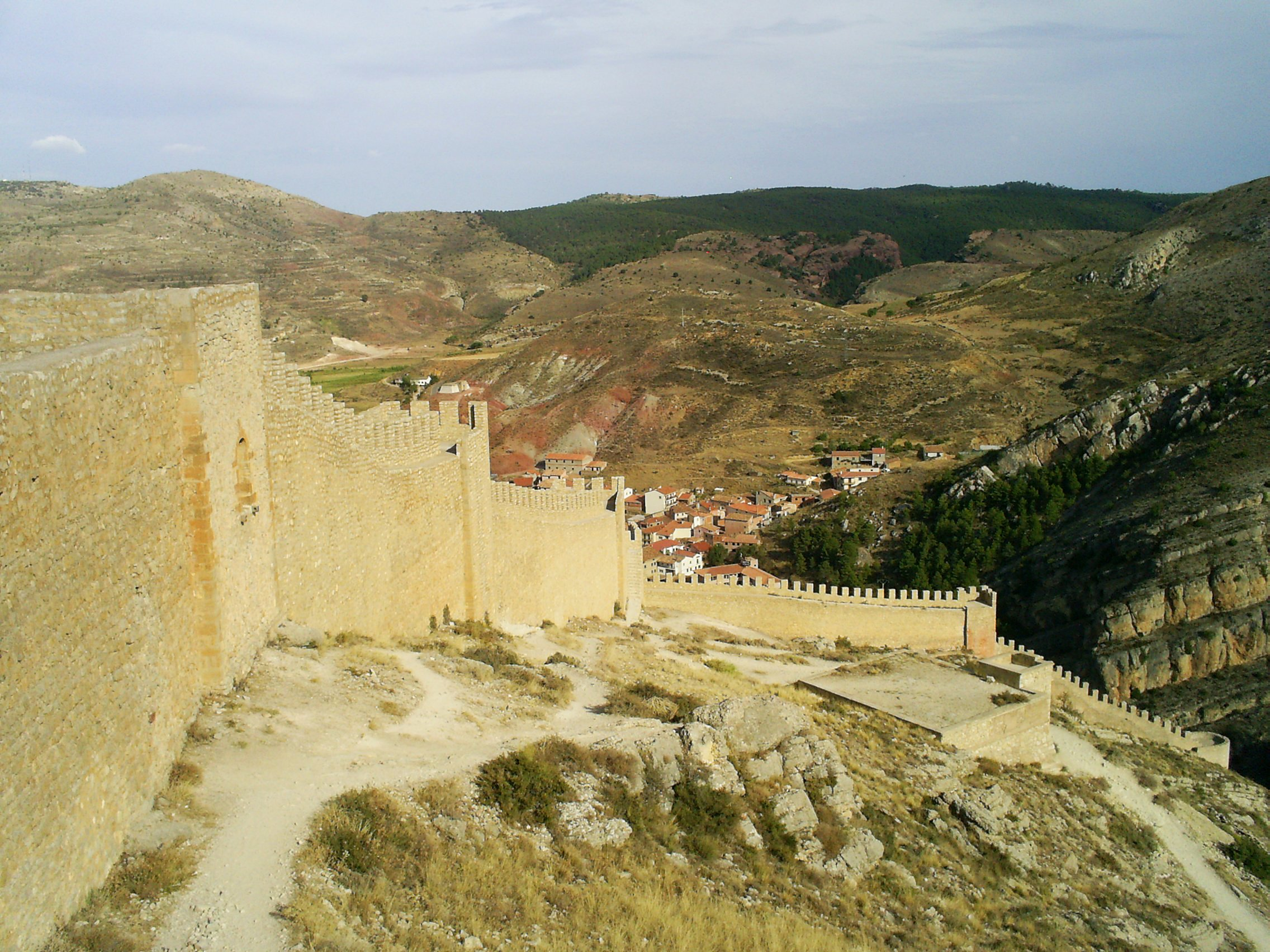
Muralles d'Albarrasí

Amb pràcticament 12 anys, el 1220, hagué de fer front a la primera revolta nobiliària liderada per Rodrigo de Liçana. La revolta s'inicià quan Rodrigo de Liçana es negà a acatar l'ordre del rei que li manava d'alliberar Lope d'Albero, que Rodrigo de Liçana havia fet presoner per uns deutes. Jaume I (d'11 anys encara i a punt de fer els 12) i el Consell Reial, resolgueren posar fi a la revolta d'una manera contundent atacant el noble rebel. Primerament s'alliberà el castell d'Albero que estava ocupat per les tropes de Rodrigo de Liçana. Seguidament s'atacà el feu del noble revoltat, el castell de Liçana, on estava empresonat Lope d'Albero.
Davant de la impossibilitat d'aturar l'ofensiva reial, el noble Rodrigo de Liçana optà per refugiar-se a la Senyoria d'Albarrasí, un territori cristià independent enclavat entre la Corona d'Aragó i la Corona de Castella i que estava sota el domini de Pero Ferrández d'Açagra. Davant d'aquesta eventualitat, el Consell Reial i Jaume I no dubtaren d'atacar aquesta senyoria independent i iniciaren el setge d'Albarrasí el juliol del 1220. Però després d'unes setmanes de setge i atacs continuats amb dos fonèvols i un almanjanec, el rei i el Consell comprovaren que part dels nobles que lluitaven sota les seves ordres també col·laboraven amb els nobles assetjats. Davant la impossibilitat de conquerir Albarrasí, es decidí aixecar el setge i acceptar el perdó de tots els nobles revoltats.

### Matrimoni amb Elionor de Castella, armat cavaller i Corts d'Aragó

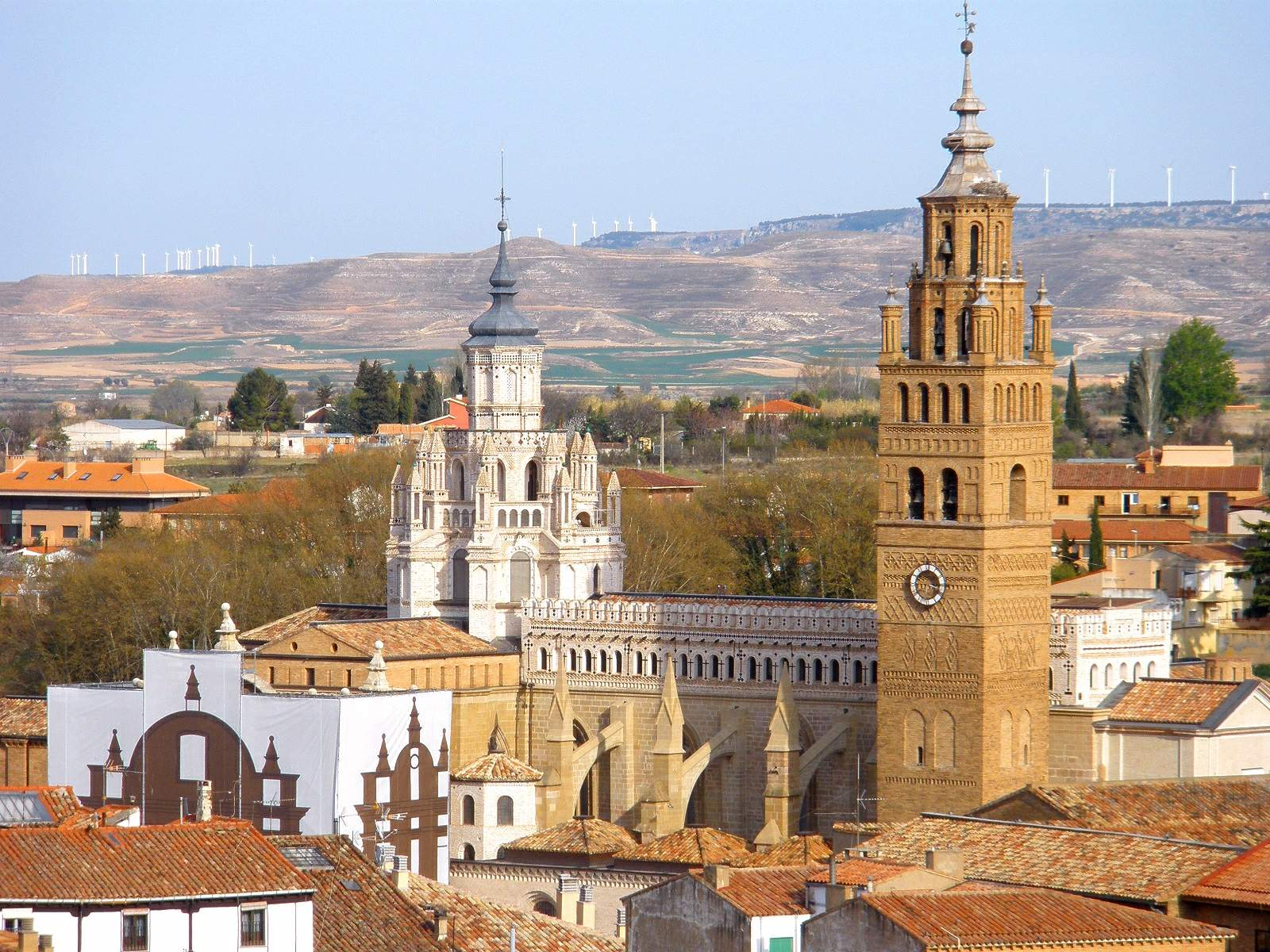
A Tarassona el rei Jaume fou armat cavaller a l'edat de 13 anys

El 1221, a l'edat de 13 anys, es casà amb Elionor de Castella. La decisió del casament es deu al fet que no s'arribava a la majoria d'edat fins als 20 anys, moment en el qual heretaria el regne d'Aragó; aquest precepte només podia ser obviat si contreia matrimoni a partir dels 14 anys, moment a partir del qual esdevindria major d'edat; per la seva banda el mateix rei en la seua crònica justifica el matrimoni fonamentant-se en les pors dels seus consellers que si moria sense un hereu la terra quedaria novament sumida en el desordre i que tant Sanç d'Aragó com Ferran d'Aragó aspiraven a la corona. Així, el 6 de febrer del 1221 a la ciutat d'Ágreda i seguint els designis dels consellers se celebrà el casament. Tot i així, el jove rei hagué d'esperar a complir la majoria d'edat, els 14 anys, per poder tenir relacions i engendrar un hereu amb la reina Elionor.
El rei i la reina sortiren d'Ágreda i anaren cap a Tarassona. Allí, a l'església de Santa Maria de la Vega de Tarassona, el rei en Jaume fou armat cavaller, cenyint-se ell mateix l'espasa que hi havia sobre l'altar. Formaven part del seguici del rei el majordom del Regne d'Aragó Blasco I d'Alagón, don Ladrón, Ato I de Foces, Guillem IV de Cervera, Ramon de Montcada, l'oncle del rei Bernat Guillem de Montpeller, Guillem I de Cervelló, García Pérez de Meitats, Roldan Laín, Pero d'Alcalà i Sanxo Duerta.
El mes d'abril del 1221 el rei i la seva muller anaren cap a Osca per celebrar Corts d'Aragó. En el transcurs de les corts es confirmà per un termini de set anys la moneda jaquesa que el rei en Pere el Catòlic, pare del rei en Jaume, havia manat fer. A les corts hi foren presents la reina Elionor, el bisbe de Saragossa Sanxo d'Ahones, el bisbe d'Osca García de Gúdal, el bisbe de Tarassona García Frontín II, el mestre de l'Orde del Temple fra Guilhem d'Azylach, el mestre de l'Orde de l'Hospital fra Folch de Tornell, el majordom del Regne d'Aragó Blasco I d'Alagón, Nuno Sanç d'Aragó, Ximeno Cornel I, Ato I de Foces, Assalit de Gudal i Guillén d'Alcalà. Finades les corts el rei anà a Saragossa i tot seguit anà cap a Daroca, on arribà el juliol del 1221.
El rei s'estigué a Daroca fins al mes de març del 1222, que hi celebrà noves corts d'Aragó en les quals el vescomte Guerau IV de Cabrera feu reverència al rei en senyal de la seva reducció al seu servei. Formaven part de la cort del rei el majordom del Regne d'Aragó Blasco I d'Alagón, Nuno Sanç d'Aragó, Vallés de Bergua, Garcia Pérez de Meitat, Assalid de Gudal, el Justícia d'Aragó Pero Pérez de Tarazona, Pero Sessé III, Pero d'Alcalà, Ruy Ximénez de Luesia, Blasco Pérez de Gotor, Gil Garcés d'Açagra i altres cavallers.

### Segona revolta nobiliària
A mitjans del 1222 Guillem II de Montcada i de Bearn ocupà les terres de Nuno Sanç d'Aragó, fill del comte de Rosselló, cosí del rei i antic regent de la corona Sanç d'Aragó i el 1223 s'inicià una guerra entre ells. El rei Jaume I d'Aragó va haver de prendre partit pel seu parent, Nunó Sanç d'Aragó, en detriment del seu antic defensor, Guillem II de Bearn. Però novament la noblesa no donà suport al sobirà i es bastí una poderosa aliança nobiliària en contra del rei formada pel mateix Guillem II de Bearn, l'infant Ferran d'Aragó, Ramon de Montcada, Guillem Ramon de Montcada, Guillem Ramon Dapifer, Ramon de Cervera, Jaume de Cervera, Guillem de Claramunt, Ramon Alemany de Cervelló i Guerau d'Aguiló. Àdhuc Nunó Sanç d'Aragó fou forçat a unir-se a la coalició contra Jaume I i aquest acabà empresonat a Alagó. El 1224 va haver de pagar un rescat de 20.000 morabatins per la seva llibertat.

### Setge de Peníscola

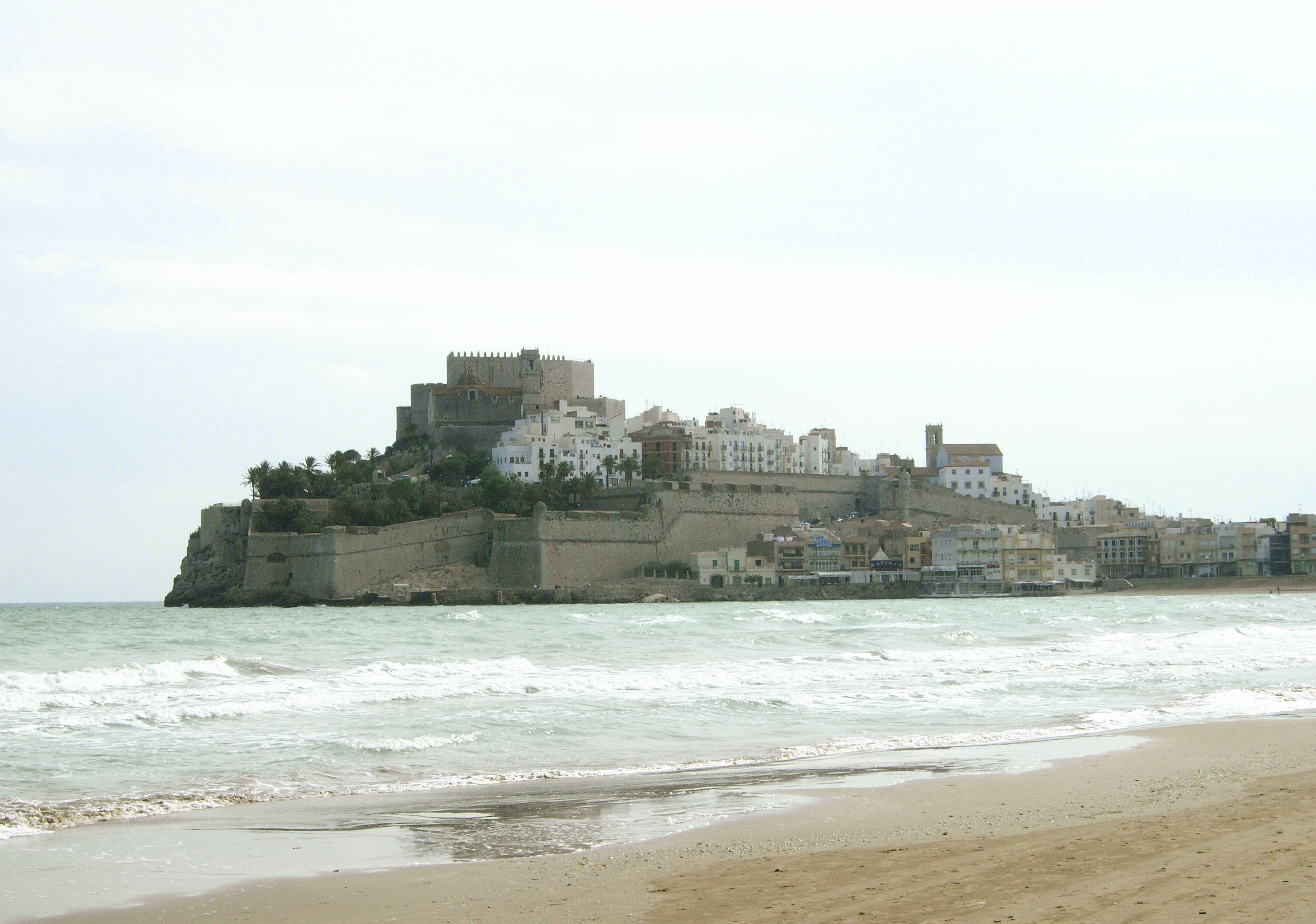
L'inexpugnable Castell de Peníscola

En les Corts de Tortosa de 1225 Jaume I, que aleshores comptava 17 anys, proclamà la necessitat de reprendre la conquesta de noves terres als sarraïns. El rei marcà com a objectiu el castell de Peníscola, però el setge no reeixí per la defecció de la noblesa, que no acudí a la seva crida. Tot i així, el 1226 planejà una nova expedició, aquest cop sobre València sortint de Terol, però l'expedició no es dugué a terme novament pel fracàs de la convocatòria entre la noblesa. Tanmateix, el rei d'Aragó i Comte de Barcelona obtingué del sàyyid Abu-Zayd el compromís del pagament d'una paria consistent en un quint de les seves rendes a València i Múrcia, a canvi d'obtenir una treva. I fou precisament el trencament d'aquesta treva el que provocà una nova revolta nobiliària.

### Guerra entre els Montcada i els Cardona
El 1226 s'inicià una guerra entre Guillem II de Montcada i de Bearn i els Cardona. El rei Jaume I es posiciona finalment en favor dels Montcada, fet que l'enfrontà amb els Cardona, negant-se aquests a auxiliar-lo en la posterior Conquesta de Mallorca.

### Tercera revolta nobiliària
El 1227 va afrontar un nou alçament de la noblesa, dirigit per l'infant Ferran, oncle del rei, que es va acabar, gràcies a la intervenció papal a través de l'arquebisbe de Tarragona, amb la signatura de la Concòrdia d'Alcalá (març de 1227). Aquest tractat va marcar el triomf de la monarquia sobre els nobles i li donà l'estabilitat necessària per a iniciar les campanyes contra els musulmans.

### Guerra pel Comtat d'Urgell
El 1228 va implicar-se en la guerra pel Comtat d'Urgell ocasionada per la mort sense fills mascles del comte Ermengol VIII d'Urgell i les pretensions de Guerau IV de Cabrera de controlar el comtat. Aurembiaix d'Urgell, filla única del comte, va reivindicar els drets de successió enfront Guerau IV de Cabrera i Jaume I d'Aragó li donà el seu suport derrotant les hosts dels Cabrera i signant finalment un contracte de concubinatge secret amb Aurembiaix a Agramunt. Fou llavors que el comte de Barcelona emprengué accions contra els Cabrera, però la noblesa urgellenca signà el Conveni de Tàrrega el 1236, en prevenció d'una possible unió matrimonial entre el Comtat d'Urgell i el Comtat de Barcelona.

### Conquesta de Mallorca

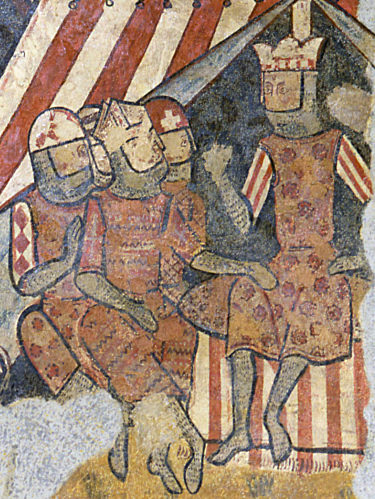
El rei en Jaume amb els magnats, a les portes de Mayūrqa,

Un grup de prohoms catalans presidits per Jaume I es reuneixen a casa de Pere Martell, a Tarragona, per tal de preparar la conquesta de Mallorca (1228). L'any següent, el 5 de setembre de 1229 l'estol català surt de Salou, Cambrils i Tarragona, i conquereix Mallorca a Abu-l-Ulà Idrís al-Mamun: desembarca a Santa Ponça i venç els moros a la batalla de Portopí. Presa Madina Mayurqa el 31 de desembre 1229, comença la repoblació amb pagesos de l'Empordà (1236). Al segle xiii mateix ja es commemora a Mallorca, dia 31 de desembre, la Festa de la Conquesta, al segle xiv anomenada Festa de l'Estendard. Al voltant d'aquesta Festa, Jaume el Conqueridor esdevé el principal mite de la història de Mallorca, com també serà mitificat al País Valencià.

### Sotmetiment de Menorca
Pel Tractat de Capdepera (1231), l'alcaid de Menorca, Abu-Abd-Al·lah Muhàmmad ibn Àhmad ibn Hixam, esdevingué vassall del rei. No va ser fins al regnat d'Alfons III d'Aragó, net de Jaume I d'Aragó, que es conquerí de forma efectiva aquesta illa, després de la capitulació de l'arrais Abu-Úmar ibn Saïd (1287). Posteriorment però i d'acord amb el Tractat d'Anagni (1295) la cedí a Jaume II de Mallorca, el seu germà, qui la incorporà a la corona mallorquina. L'illa va ser repoblada per catalans, principalment de la zona oriental, concretament, dels comtats de Barcelona, Girona, de l'Empordà i del Rosselló. La conquesta és celebrada anualment el dia de Sant Antoni.

### Conquesta de les Pitiüses
Gregori IX va atorgar a l'expedició de Conquesta catalana d'Eivissa i Formentera el títol de croada en una butlla del 24 d'abril de 1235. i Guillem de Montgrí, arquebisbe de Tarragona, i son germà Bernat de Santa Eugènia conqueriren les Pitiüses (Eivissa i Formentera) el 1235. La festa de la Conquesta se celebra, seguint el model de la Festa de l'Estendard mallorquina, el dia 8 d'agost, Sant Ciríac.

### Conquesta del Regne de València

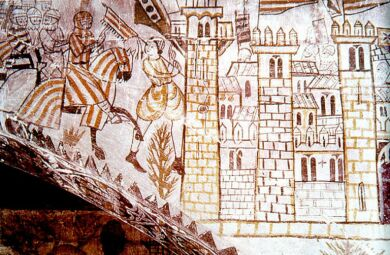
Entrada de Jaume I
a Madīna Balànsiya
el 9 d'octubre de 1238

Començà el 1232. El 1238, tropes catalanes i aragoneses entren a la ciutat de València, que depenia nominalment del califa de Bagdad al-Mustànsir.
La conquesta de les darreres places originà una topada amb Alfons X de Castella, que pretenia conquerir Xàtiva. Però hi renuncià després de signar el tractat d'Almirra (1244), segons el qual Jaume I cedia a Castella la conquesta de Múrcia. El Regne de València va ser repoblat per catalans i aragonesos: els primers van ocupar preferentment les comarques del litoral, que ara són de parla catalana, i els segons van ocupar preferentment les comarques interiors, inicialment de parla aragonesa i avui de parla castellana. La conquesta és celebrada a la ciutat de València des del temps de Ramon Muntaner fins avui dia, per imitació de la Festa de l'Estendard mallorquina.

### Primera revolta dels sarraïns valencians
Davant el maltractament als sarraïns i l'incompliment dels acords dels monarques, els mudèjars es revoltaren l'any 1244 sota el comandament d'al-Àzraq, que, en aquest any, ja controlava els castells d'Ambra (vall de Pego), i d'Alcalà, amb nombrosos castells menors. A continuació va anar prenent els castells de Xàtiva, Dénia, i Alacant i, amb l'ajut del soldanat de Granada i del suport interessat del rei Alfons X de Castella, s'independitzà la regió de la riba sud del Xúquer del Regne de València.

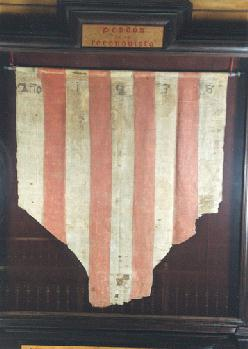
Penó de la conquesta, que simbolitza la rendició de Balànsiya davant les tropes de Jaume I. Conservat a l'Arxiu Històric Municipal de València.

Mentrestant, Jaume I demanà ajuda econòmica al papa Climent IV a canvi de cedir davant les seues pressions i de l'exempció de delme, signà l'expulsió dels musulmans de tot el territori de la Corona d'Aragó en un decret amb les corts a València. Açò comportà que una part important dels musulmans expulsats s'afegiren als rebels, que es feren encara més forts, i abocà el regne a una situació de guerra generalitzada. Per altra banda, uns 100.000 musulmans que acceptaren l'exili, provinents fonamentalment de la Ciutat de València, foren agrupats i conduïts cap a la frontera de Múrcia, escortats amb protecció militar.
En març de 1248 les tropes aragoneses van auxiliar les castellanes que estaven assetjant Sevilla, que va caure en 23 de novembre, i l'enviament del contingent va deixar desguarnit els territoris recentment conquerits per ell, facilitant la Segona revolta mudèjar.

### Segona revolta dels sarraïns valencians
En la segona revolta sarraïna (1248-1258) al-Àzraq causà més d'un maldecap del vell Jaume I, ja que estigué a punt de matar-lo en una emboscada però, al final, fou derrotat per la traïció del seu mateix conseller. Per l'antiga amistat, Jaume I no va empresonar-lo i fou obligat a exiliar-se, deixant els seus dominis, ja molt reduïts, en les mans d'un germà i un oncle, sotmesos a contínues pressions dels nous senyors feudals catalans i aragonesos.
El 1258 Jaume I rebutjà una treva oferta d'al-Àzraq a través del rei Alfons X el Savi, i recuperà gairebé sense resistència els castells de Planes de la Baronia, Pego, Castell de Castells. Al cap de pocs dies al-Àzraq es va rendir, lliurant Alcalà, Gallinera, i la resta de les fortificacions, i fou expulsat del Regne. Jaume I no complí les condicions de l'ajuda del papa Climent VI d'exterminar els musulmans, com ho feia Castella, per por de debilitar el Regne econòmicament, i preferí iniciar una sèrie d'accions legals amb l'objectiu de forçar els mudèjars a convertir-se al cristianisme, com a condició per a poder mantenir els seus drets i possessions.

### La renúncia a Occitània
Signà amb Lluís IX, el rei francès, el tractat de Corbeil (1258), pel qual li cedia tots els dominis que tenia a Occitània (excepte la senyoria de Montpeller, el vescomtat de Carladès i la baronia d'Omelàs), però aconsegueix que els reis francesos renunciïn explícitament a qualsevol pretensió sobre Catalunya que poguessin al·legar més endavant com a descendents dels conqueridors dels comtats catalans. Realment, en aquest tractat no s'intercanviaren territoris, sinó que ambdós reis renunciaren a drets nominals que difícilment podien exercir: el rei de França reconeixia la independència dels comtats de Catalunya, assolida de fet a final del segle x, mentre que Jaume I reconeixia als francesos els territoris dels nobles occitans que havien estat vassalls dels comtes de Barcelona i dels reis d'Aragó, ocupats per França a la croada contra els albigesos després de la batalla de Muret. Tot i això, al Llenguadoc, on encara s'estaven produint revoltes antifranceses, veieren aquesta renúncia de Jaume I com una traïció.

### Conquesta de Múrcia
La Corona de Castella havia sotmès l'Emirat de Múrsiya a vassallatge el 1243, quan Muhàmmad Ibn Hud Hud Biha-ad-Dawla va signar les capitulacions d'Alcaraz. Però el 1264 els sarraïns murcians es van revoltar contra Castella amb el suport de regne de Granada i el Marroc. Com que Castella era incapaç de controlar la rebel·lió islàmica, la reina Violant d'Aragó i d'Hongria, filla de Jaume I i esposa d'Alfons X el Savi, demanà ajuda urgent al seu pare. El rei convocà la noblesa militar catalana i, malgrat les reticències inicials, aquests acabaren acceptant la proposta del rei. En canvi no succeí el mateix amb la noblesa aragonesa la qual es negà a participar en una campanya militar per a auxiliar Castella sense cap mena de compensació. És per aquesta raó que la Conquesta del Regne de Múrcia (1265-1266) va ser efectuada majoritàriament per la noblesa militar catalana i les seues mainades, vassalls i servents reclutats en els seus feus de Catalunya.
La campanya militar fou cabdellada per l'infant Pere d'Aragó (fill de Jaume I i futur Pere el Gran) que derrotà el cabdill de la insurgència islàmica Muhammad ibn Hud Biha al-Dawla i n'expulsà les tropes granadines. Amb l'objectiu d'assegurar el control del territori per part dels cristians, les mainades catalanes s'assentaren en el territori conquerit a fi d'assegurar el sotmetiment de la majoria de la població autòctona andalusí. Pacificat el regne i destruïda la rebel·lió, el regne de Múrcia fou retornat a la jurisdicció de la Corona de Castella, respectant així els límits estipulats anys abans al Tractat d'Almizra. La campanya de Múrcia donà origen a un dels elogis més famosos que Jaume I feu a Catalunya, asseverant que era el millor «regne», dels cinc que hi havia a Espanya.

### Croada de 1269
Després del Tractat de Viterbo el 1267, el papa Climent IV i Jaume el Conqueridor van enviar al kan mongol Abaqa una carta, portada per Jacme Alaric de Perpinyà per fer realitat la possibilitat que els mongols poguessin unir-se als europeus en una aliança francomongola contra els musulmans, i com a resposta positiva als missatges anteriors dels mongols, van informar a Abaqa de la propera croada. El setembre de 1269 va sortir de Barcelona amb la seva armada per a una expedició a Terra Santa en la Croada de Jaume I que havia de ser la Novena Croada, però dispersades les seves naus per les tempestes, el rei va haver de desembarcar a Aigües Mortes, prop de Montpeller i només 11 naus van aconseguir arribar finalment a Sant Joan d'Acre dirigides pels fills naturals del rei Ferran Sanxis de Castre i Pere I Ferrandis d'Híxar. L'arribada dels reforços cristians va ser resposta pel soldà Bàybars I amb un atac sobre Acre que va causar moltes baixes en els croats. El rei va haver de renunciar a aquesta nova empresa, que va continuar el príncep Eduard d'Anglaterra.

### Expedició a Ceuta
Jaume el Conqueridor va signar amb el tractat de Barcelona de 1274 una aliança militar amb el soldà del Marroc i Fes Abu-Yússuf Yaqub ibn Abd-al-Haqq, segons la qual va contractar els serveis d'una flota i exèrcit de mercenaris cristians per a la conquesta de la plaça de Ceuta, en aquella època en poder de Muhàmmad II de Granada.

### Segon Concili Lugdunense
Jaume I va estar present al Concili de Lió II, que es va celebrar a la catedral de Lió (França), entre el 7 de maig i el 17 de juliol de 1274. En aquest concili es va deliberar sobre la preparació d'una nova croada centrant-se en els seus aspectes financers, per a això es va decidir que durant sis anys un delme de tots els beneficis de la cristiandat haurien de destinar a la croada. Jaume I es va mostrar partidari d'iniciar-la immediatament però en oposar-se els Templers no es va prendre cap decisió. Davant les indecisions dels altres assistents a l'assemblea canònica, Jaume I es va acomiadar del Sant Pare, va abandonar la reunió amb els membres del seu seguici i els va dir: "Barons, anar nos ne podem que huy es honrrada tot Espanya", en referència a Espanya (geografia), el nom històric medieval que es donava a tota la península Ibèrica.

### Quarta revolta nobiliària
Mentre l'infant Pere estava al Regne de Navarra per casar-se amb Joana I de Navarra, van acudir alguns nobles catalans, —entre els quals es trobaven Ramon Folc V de Cardona, Jofre III de Rocabertí i el seu fill Dalmau, Arnau Roger I de Pallars Sobirà i Hug V d'Empúries, amb el suport de la noblesa aragonesa: Artal de Luna, Ferriz de Liçana, Pero Cornel IV, Ximeno d'Urrea— amb intenció d'obtenir diners, terres i privilegis. Al capdavant dels nobles s'hi trobava Ferran Sanxis de Castre, fill de la relació del rei amb Blanca d'Antillón, que volia enemistar l'hereu amb el rei.
Jaume I va fer comprometre l'infant a tornar els castells a Ferran, però alhora es preparà per a la guerra entrant a l'Aragó i atacà el castell d'Antillón, on vivia la mare de Ferran, el qual s'hi va dirigir per alçar el setge, però fou derrotat i fugí el juny de 1275 al castell de Pomar on va anar l'infant disposat a prendre'l a l'assalt. Veient-se perdut, Ferran va fugir disfressat de pastor mentre els seus homes s'enfrontaren als de Pere, però Ferran fou atrapat quan intentava travessar el riu Cinca i Pere manà que fos ofegat al riu.

### Tercera revolta dels sarraïns valencians

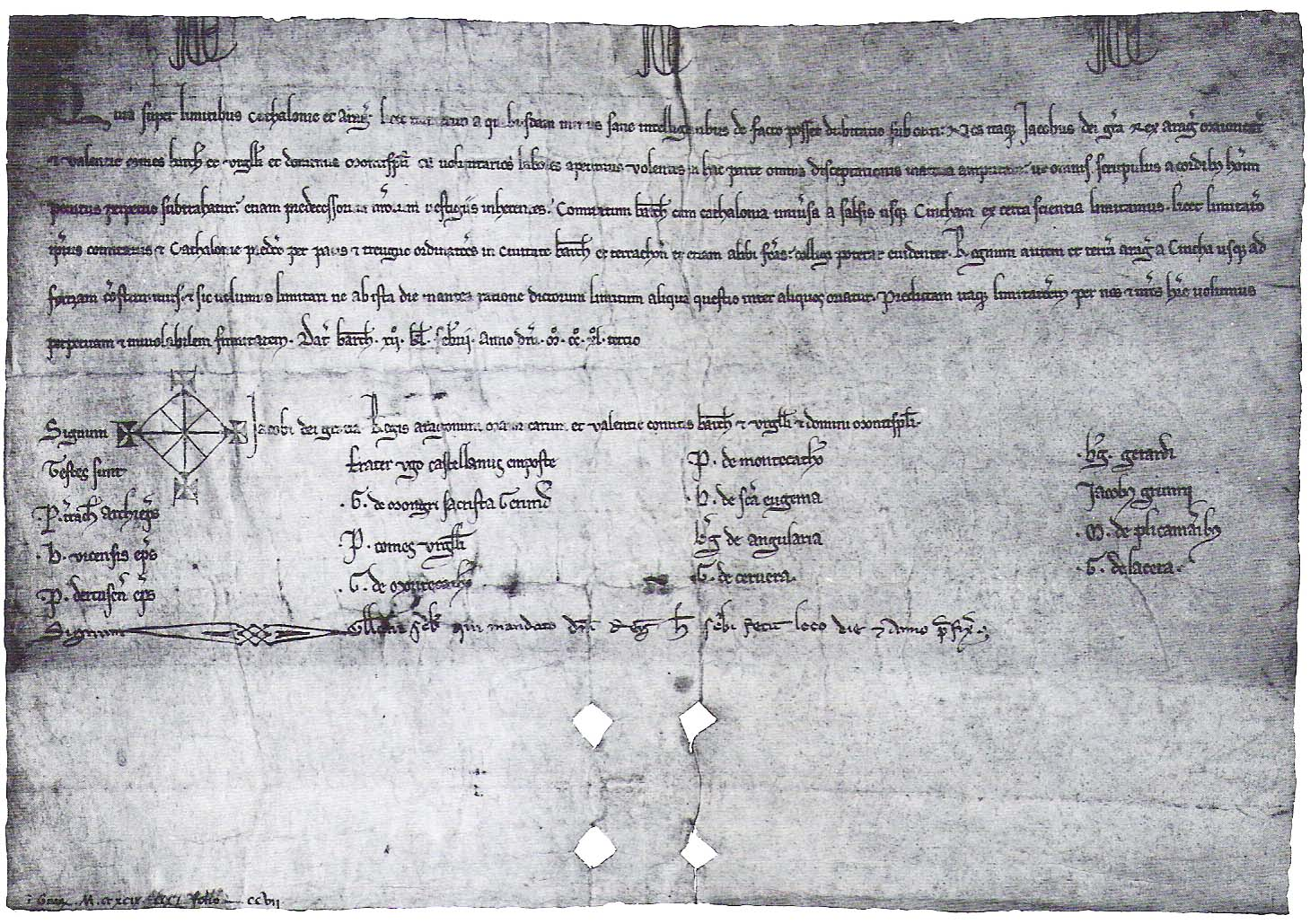
En les assamblees de Pau i Treva de Déu de 1214, 1218 i 1225 s'ampliaren els límits de Catalunya definint-los «des de Salses fins al Cinca». Amb motiu de les resolucions testamentàries de Jaume I d'Aragó, el 1243 i el 1244 el rei ratificà novament els límits entre Catalunya i el regne i terra d'Aragó, quedant aquest «des del Cinca fins a Ariza»: «Quia super limitibus Cathalonie et Aragonum (…) predecessorum nostrorum vestigiis inherentes comitatum Barchinone cum Cathalonia universa a Salsis usque Cincham ex certa scientia limitamus (…) Regnum autem terram Aragonum a Cincha usque ad Ferizam consituimus»
(ACA, Canc. Perg. Jaume I, n. 935 d.)

L'any 1276 va tenir lloc la tercera revolta dels sarraïns valencians, amb un exèrcit comandant per al-Àzraq des de l'exterior, al camí cap a Alcoi. Jaume I, combinà diplomàcia i guerra per a sufocar la revolució, fet que provocà disputes internes entre els musulmans, i recuperant terreny.
La tercera revolta mudèjar fou la que afectà més directament Alcoi, en els dominis antics d'al-Azraq (Alcalà, Benisili, Pego, Benigànim, o Benissulema). Aquesta vegada Alcoi fou defensat per quaranta cavallers que arribaren des de Xàtiva, i derrotaren a mort al-Àzraq en una maniobra de distracció. No obstant això, una vegada que l'exèrcit mudèjar inicià la fugida, alguns cavallers de Xàtiva, improvisadament, volgueren perseguir-los, i caigueren en una emboscada militar a mà de rebels encapçalats pel fill d'al-Àzraq, els quals es trobaven amagats per a un contraatac. Alcoi, per tant, quedà desprotegida, i el fill d'al-Àzraq aconseguí prendre-la, així com Xàtiva. La revolta s'estengué per tot el territori i posà seriosament en perill el Regne de València, amb el fill d'al-Àzraq com a nou cap: mil peons moros atacaren Llíria, els mudèjars de Beniopa es revolten, i l'exèrcit musulmà destruí Llutxent i avançava regne endins per la Vall d'Albaida.
Mentrestant, Jaume I es posà malalt i morí el 27 de juliol de 1276. Aleshores va heretar el tron valencià el seu fill Pere el Gran (III d'Aragó i II de Barcelona). El nou rei recuperà fortificacions i arribà a un acord de treva de tres mesos. Després va sotmetre diversos castells i hagué de rendir a la força el de Montesa. La revolta finalitzà l'octubre del 1277, abans que els granadins i els nord-africans pogueren socórrer els mudèjars. Pere I ordenà desarmar-los sense que foren castigats, i l'any 1283 decretà una llei permetent-los la llibertat de desplaçament i de residència en tot el regne, així com la llibertat de comerç.

### Mort de Jaume I
En plena tercera revolta dels sarraïns valencians Jaume I va emmalaltir ràpidament. El 9 de juliol del 1276, trobant-se a la residència reial d'Alzira (Casa del Rei, Casa Reial o Casa de l'Olivera), el rei signà el decret que autoritzava l'infant Pere a ocupar els castells que cregués convenient en el Regne de València i a poder-hi nomenar els alcaids, traspassant així el comandament de la campanya militar al seu fill. Cada volta més greu, el 21 de juliol del 1276 feu cridar el seu fill Pere i després de donar-li diversos consells, abdicà de tots els seus regnes en favor dels seus fills, i ara reis, Pere el Gran (III d'Aragó, I de València i II de Barcelona) i Jaume II de Mallorca. Es convertí en monjo de l'Orde del Cister i començà aleshores el viatge per a ingressar al Monestir de Santa Maria de Poblet. El Llibre dels Fets i la documentació de la cancelleria reial situen la mort de Jaume I a la ciutat de València el 27 de juliol de 1276, després d'un regnat de seixanta-tres anys. La Crònica de Ramon Muntaner (cap. 28) també situa la mort a València.
El monarca va ser enterrat a la catedral de Santa Maria de València, davant l’altar major, i dos anys després les restes van ser traslladades al monestir de Poblet, tal com ell mateix havia disposat.

## Política religiosa
Durant el seu regnat es va introduir la Inquisició a la Corona d'Aragó mercès a Sant Ramon de Penyafort. Amb les conquestes de Mallorca i València, hi expandí el cristianisme. Donà suport a la fundació de l'Orde de la Mercè en 1235, per part de Sant Pere Nolasc i Berenguer II de Palou. Com a orde religiós militar, el bisbe Berenguer de Palou va donar la institució canònica als seus membres, mentre que el rei Jaume va donar-los la investidura com a cavallers.
Per aquest motiu, rep culte com a beat dins l'orde mercedari, que el considera cofundador. No ha estat beatificat oficialment, però la seva veneració és permesa només en l'àmbit mercedari.

## Política municipal
Jaume I va crear l'any 1249 l'estructura fonamental del govern municipal de Barcelona: un consell de 4 membres, auxiliats per 8 consellers i una assemblea de probi homines -prohoms- tots ells membres de la mà major. Després de diverses modificacions, l'any 1265 l'organització municipal va quedar definitivament estructurada: l'autoritat municipal va recaure sobre 3 consellers (Conseller en Cap, segon i tercer) elegits per un Consell de Cent jurats.

## Política institucional i obra legislativa

### El Pactisme i les Corts
El pactisme és la fórmula de repartiment del poder que es va començar a establir entre els monarques de la Corona d'Aragó i els grups més privilegiats. La noblesa i l'església varen ser els primers a exercir el pactisme amb el rei, però des del segle xiii s'hi va afegir les classes emergents ciutadanes, sobretot de Barcelona (ciutadans honrats). El pactisme va permetre un equilibri entre l'autoritarisme reial i els interessos econòmics de noblesa, clergat i burgesia rica. El pactisme es desenvolupa a les corts catalanes, on estan representats els tres braços i no hi són representats ni camperols ni menestrals. Els grups privilegiats van aprofitar els moments en què el rei necessitava el seu ajut monetari per forçar-lo a aprovar acords que reforçaven els seus privilegis.

### El Vidal Mayor: primera recopilació dels Furs del Regne d'Aragó

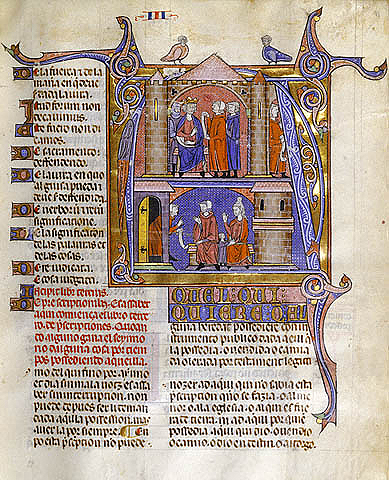
El Vidal Mayor, la primera compilació de Furs d'Aragó

En 1247, el rei Jaume I d'Aragó va convocar Corts Generals del Regne en Osca amb la intenció de continuar l'obra legisladora de la Corona, compilant en un sol document la legislació vigent: era el naixement del Vidal Mayor. El bisbe Vidal de Canyelles va rebre l'encàrrec de redactar aquesta compilació seguint les deliberacions consensuades en les Corts d'Osca. La intenció del rei era aplicar aquests Furs en tot el regne, incloent-hi el Sobrarbe, la Ribagorça, la Vall d'Aran i algunes comarques castellonenques en substitució d'anteriors furs particulars, que tenien la seva base en el Fur de Jaca, i que van ser derogats després de la compilació que suposava el Vidal Mayor. El bisbe Vidal de Canyelles, conseller reial i expert jurista, va redactar una primera versió en llatí, que es coneix com a Compilatio minor, en la qual es va limitar a ordenar per matèries els preceptes consensuats en les Corts d'Osca, sistematitzant-los sota títols adequats a la manera del Digest que marcava la tradició del Corpus Iuris Civilis.

### Recopilació dels Usatges de Barcelona
Els Usatges de Barcelona (en llatí Usatici Barchinonae) van començar a recollir, a partir del segle xii, textos de diversa procedència normativa: resolucions de la cort comtal, fragments del dret romà i del dret gòtic, i cànons religiosos. Encara que tradicionalment s'atribueix la promulgació dels Usatges a Ramon Berenguer el Vell, sembla que la redacció definitiva es va fer durant el regnat de Jaume el Conqueridor. Davant les discòrdies entre els juristes que prenien partit per la llei gòtica i altres pel dret romà, Jaume I ho va dirimir a les Corts de Barcelona (1251) on establí la prioritat dels Usatges de Barcelona, i en defecte d'aquests calia recórrer als costums provats o al seny natural. Molts juristes van utilitzar la via del seny per aplicar el dret comú. Pel Tractat de Perpinyà, els Usatges havien de tenir vigència al Rosselló i la Cerdanya, malgrat llur separació de la Corona d'Aragó.

### Els Furs del Regne de València
Els Furs de València i, per extensió, Furs del Regne de València o, simplement, els Furs valencians, foren el dret territorial valencià durant més de quatre segles, des del 1261, quan Jaume I els va jurar i promulgar, durant la reunió de les Corts Valencianes el mateix any. Els furs s'originen en els costums, sèrie de normes de la vida comuna i ordenació de la ciutat de València, que es van creant adaptant (però separadament) de les normes aragoneses (furs d'Aragó) i les normes de Catalunya (els Costums de Lleida i els Usatges de Barcelona). També s'incorporen als costums (o almenys no es deroga) un tribunal instaurat pels regnes moros, el Tribunal de les Aigües de València. El primer costum va ser promulgat per Jaume I el 21 de març de 1238 a Xàtiva, conferint jutges civils i criminals, així com la cambra dels jurats de València, a la recent conquistada València. Aquesta creació de lleis pròpies per a València va ser en contra de la noblesa aragonesa que volia estendre els Furs d'Aragó a València. És el 1251 quan, inspirat pel nom dels furs d'Aragó, es comença a referir als costums com a furs, després de l'ordre reial de recollir totes les normes que s'havien estat promulgant en els primers anys de la València cristiana. Aquest any, Jaume I ordena que els jutges s'atinguen als furs. El 7 d'abril de 1261, a València, Jaume I, i reunides per primera vegada les Corts Valencianes, jura els furs de València. A més, l'11 d'abril promulga un privilegi al nou Regne, pel qual tots els successors del monarca també hauran de signar-los a València, en un mes del començament del seu regnat.

## Política econòmica
L'expansió i supremacia comercial i marítima catalana té el seu fonament en el Consolat de Mar, que va ser l'organisme del dret marítim català i altres zones a la vora del mar de la Corona d'Aragó, per tractar les qüestions marítimes i comercials i exercir-hi la jurisdicció penal. La competència l'exerceixen dos cònsols de mar i un jutge d'apel·lació, amb independència del govern establert. Aquest Consolat de Mar evoluciona com a codi jurídic i té les seves arrels en el tribunal de la Carta Consular de Barcelona (1258), que té la base en els costums marítims i de comerç tradicionals de Barcelona.
Les normes jurídiques que regulen el dret marítim català, seran aplicades primer per tota la Mediterrània com a dret mercantil i de navegació, passant més tard a l'atlàntic com a dret internacional. El Consolat de Mar va néixer a l'època del que es coneix com a ius mercatorum. El "dret dels mercaders" regulava les relacions entre els comerciants de l'època. Aquests comerciants, en una societat bàsicament feudal, agrària i rural, es trobaven a les ciutats, entre elles Barcelona. Val a dir que el ius mercatorum representa les arrels de l'actual dret mercantil. Va néixer per i per als comerciants, de manera que podem parlar d'un dret corporatiu, atès que calia estar inscrit a la corporació per a poder rebre l'aplicació d'aquest dret. Al mateix temps era d'aplicació autònoma, atès que es va crear una jurisdicció pròpia que tractava el ius mercatorum.
Una d'aquestes jurisdiccions és el Consolat de Mar a Barcelona. Finalment cal dir que les fonts d'aquest dret van ser el costum mercantil, l'ús del comerç, els estatuts de les corporacions i les resolucions dels tribunals d'aquestes. El següent pas en l'evolució del dret mercantil es troba a l'edat moderna. L'expansió i supremacia comercial i marítima catalana, amb els Consolats de Mar arreu d'Europa, té com a conseqüència que el dret marítim català transcendeixi les fronteres polítiques a tota la Mediterrània i el llevant de l'Atlàntic.

## Consellers de Jaume I
- Arnau de Peralta[27]
- Berenguer d'Erill[28]
- Berenguer de Palou II[29]
- Bernat d'Olivella[30]
- Ferrer Graït[31]
- Guillem II de Bearn[32]
- Guillem de Cardona. Intervingué en les lluites del comtat d'Urgell.[33]
- Guillem de Montcada[34]
- Guillem de Montgrí[35]
- Guillem de Mont-rodon[36]
- Jimeno de Foces. Jaume I el nomenà procurador reial del Regne de València.[37]
- Pere d'Amer[38]
- Pere del Rei[39]
- Pere Martell, conseller en la promulgació dels furs de València.[40]
- Ramon de Penyafort[41]

## Testaments

### Concepció patrimonialista i divisió de regnes

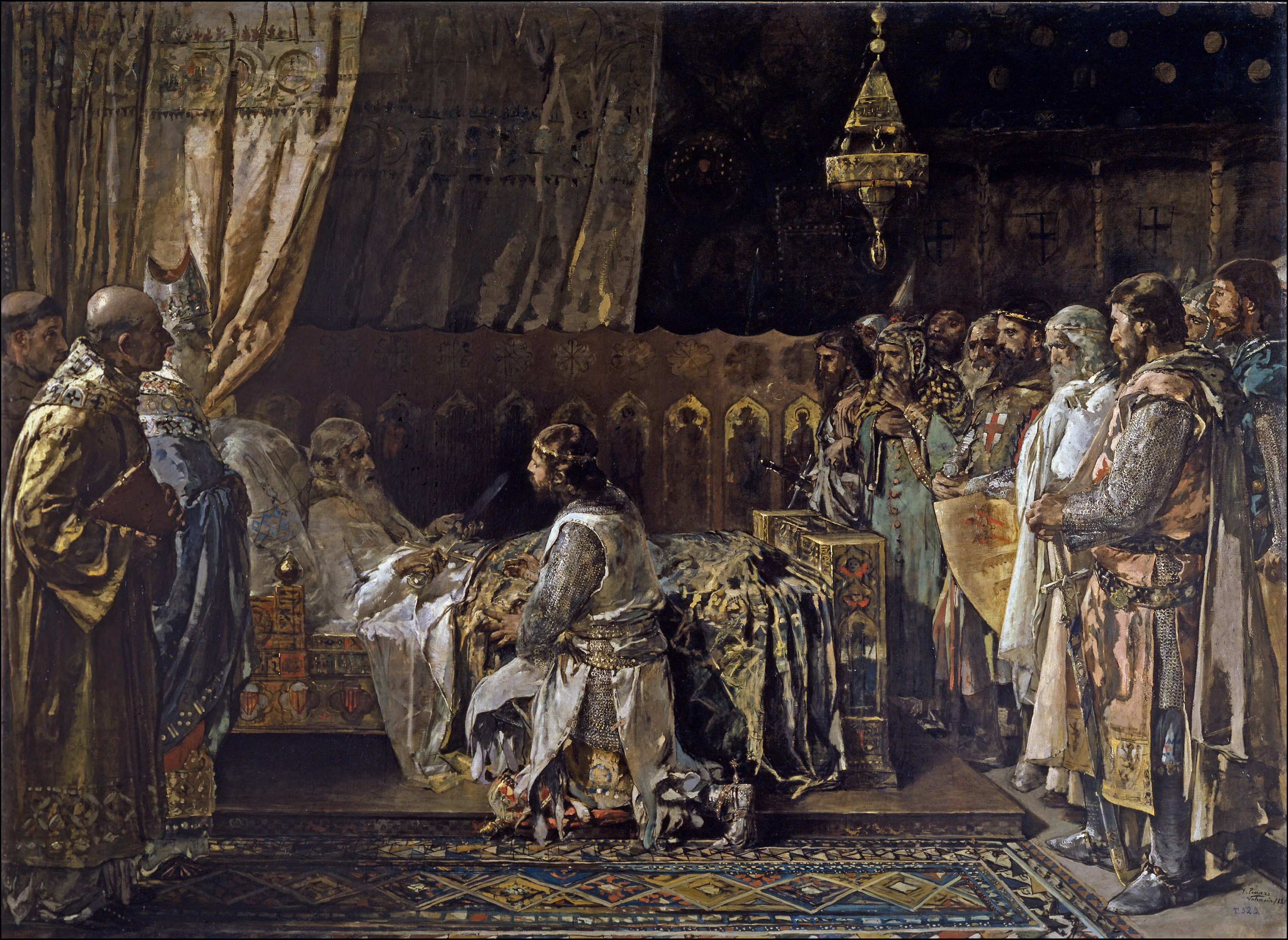
"Testament de Jaume I"
(oli sobre tela d'Ignasi Pinazo Camarlench)
(2a versió de mida gran; Museo del Prado; 1881)

Pel que fa als diferents testaments, Jaume I seguí una concepció patrimonial de l'estat i repartí els seus regnes segons el nombre de fills que va anar tenint; així, des d'un fill únic al primer testament del 1223, a quatre fills al quart testament del 1248, es preocupa que tots siguin reis i tinguin un territori. Quan arribà el moment de la seva mort, al rei Jaume tan sols li quedaven dos fills vius, l'infant Pere i l'infant Jaume. Així, en darrer testament del 1262, deixà al seu segon fill, l'infant Pere, (futur Pere el Gran), el Regne d'Aragó, el Regne de València i Catalunya, donant continuïtat a la Corona d'Aragó encara que segregant-ne els territoris insulars, nord-catalans i occitans. D'altra banda, al germà petit, l'infant Jaume (futur Jaume II de Mallorca, li deixà el Regne de Mallorca, el Comtat de Rosselló, el Comtat de Cerdanya i els territoris que conservava a Occitània, el Vescomtat de Carlat, la Baronia d'Omeladès i la Senyoria de Montpeller, donant naixement al que s'ha anomenat Corona de Mallorca.
Les conseqüències d'aquesta partició foren que calgué, per una banda, la recomanació al seu fill menor, Jaume, que es mantingués unit al germà gran, Pere. Aquesta recomanació acabà plasmant-se el 1279 en el Tractat de Perpinyà, mitjançant el qual el rei de la Corona de Mallorca s'infeudava i retia vassallatge al seu germà gran, el rei de la Corona d'Aragó; i més tard, el 1343, en el Jurament per les Illes, que annexionava i prohibia de manera definitiva que els territoris que havien format l'extinta Corona de Mallorca es poguessin separar mai de la Corona d'Aragó. I és que, de fet, ja en temps de Jaume I els seus contemporanis tingueren consciència dels inconvenients que aquella política patrimonial creava, tal com ho palesà el cronista Ramon Muntaner en la metàfora de la Mata de Jonc.

### Comparació entre els testaments
D'altra banda, l'anàlisi de les diferents combinacions de regnes que Jaume I assignà en cada testament mostra la constància en atribuir al fill gran, l'infant Alfons, el Regne d'Aragó; a l'infant Pere Catalunya; i a l'infant Jaume el Regne de Mallorca i Montpeller (a excepció del 4t testament on se'l fa rei de València). També s'hi observa que l'ordre de naixement s'associava amb la importància del regne atribuït: els patrimonials, Aragó i Catalunya, pel primogènit; en haver-hi dos fills, Alfons rebia Aragó i Pere, Catalunya, palesant que Aragó era més important. En haver-hi quatre fills, el tercer rebia el Regne de València, el tercer en importància per l'extensió. I en haver-n'hi quatre, el petit rebia les terres nord-pirinenques i Montpeller.

### El darrer testament: una dèbil Corona de Mallorca
La principal diferència entre el segon i el darrer testament, moments en els quals Jaume I va tenir només dos fills, rau en el fet que en el segon, quan l'infant Pere era el menor, havia de rebre un bloc format pel Regne de València, el Regne de Mallorca i les terres occitanes; per contra, en el darrer testament, també amb dos fills, el petit, en aquest cas l'infant Jaume, no rebé en el seu bloc el Regne de València, el qual passà al bloc de l'infant Pere conjuntament amb el Regne d'Aragó i Catalunya. El motiu pogué ser la voluntat del rei Jaume I de no crear dos blocs prou grossos perquè es poguessin enfrontar entre si. Però la conseqüència fou que la Corona de Mallorca resultava massa dèbil per valdre's per si mateix enmig de la poderosa Corona d'Aragó i l'encara més poderós Regne de França. L'estratègica situació dels territoris nord-catalans del Comtat de Rosselló i del Comtat de Cerdanya com a zona intermèdia entre les dues potències feren el Regne de França intentés quasi immediatament l'annexió dels territoris nord-catalans mentre que davant d'aquesta amenaça la Corona d'Aragó reaccionés de la mateixa manera i forcés la reincorporació violenta dels territoris de la Corona de Mallorca. Així, quan es produí l'ofensiva francesa durant la Croada contra la Corona d'Aragó, el rei Pere "el Gran" emprengué confiscació del Regne de Mallorca. I finalment, el rei Pere IV d'Aragó "el Cerimoniós" conquerí la Corona de Mallorca de manera definitiva i reincorporà els seus territoris a la Corona d'Aragó.
| Testaments de Jaume I | Testaments de Jaume I | Testaments de Jaume I | Testaments de Jaume I | Testaments de Jaume I | Testaments de Jaume I | Testaments de Jaume I |
|                       | Aragó                 | Catalunya             | València              | Mallorca              | Rosselló i Cerdanya   | Montpeller            |
| --------------------- | --------------------- | --------------------- | --------------------- | --------------------- | --------------------- | --------------------- |
| 1223                  | Alfons                | Alfons                | Alfons                | Alfons                | Alfons                | Alfons                |
| 1241                  | Alfons                | Alfons                | Pere                  | Pere                  | Pere                  | Pere                  |
| 1244                  | Alfons                | Pere                  | Jaume                 | Jaume                 | Jaume                 | Jaume                 |
| 1248                  | Alfons                | Pere                  | Jaume                 | Pere                  | Ferran                | Ferran                |
| 1253                  | Alfons                | Pere                  | Alfons                | Jaume                 | Pere                  | Jaume                 |
| 1262                  | Pere                  | Pere                  | Pere                  | Jaume                 | Jaume                 | Jaume                 |

## Obra literària

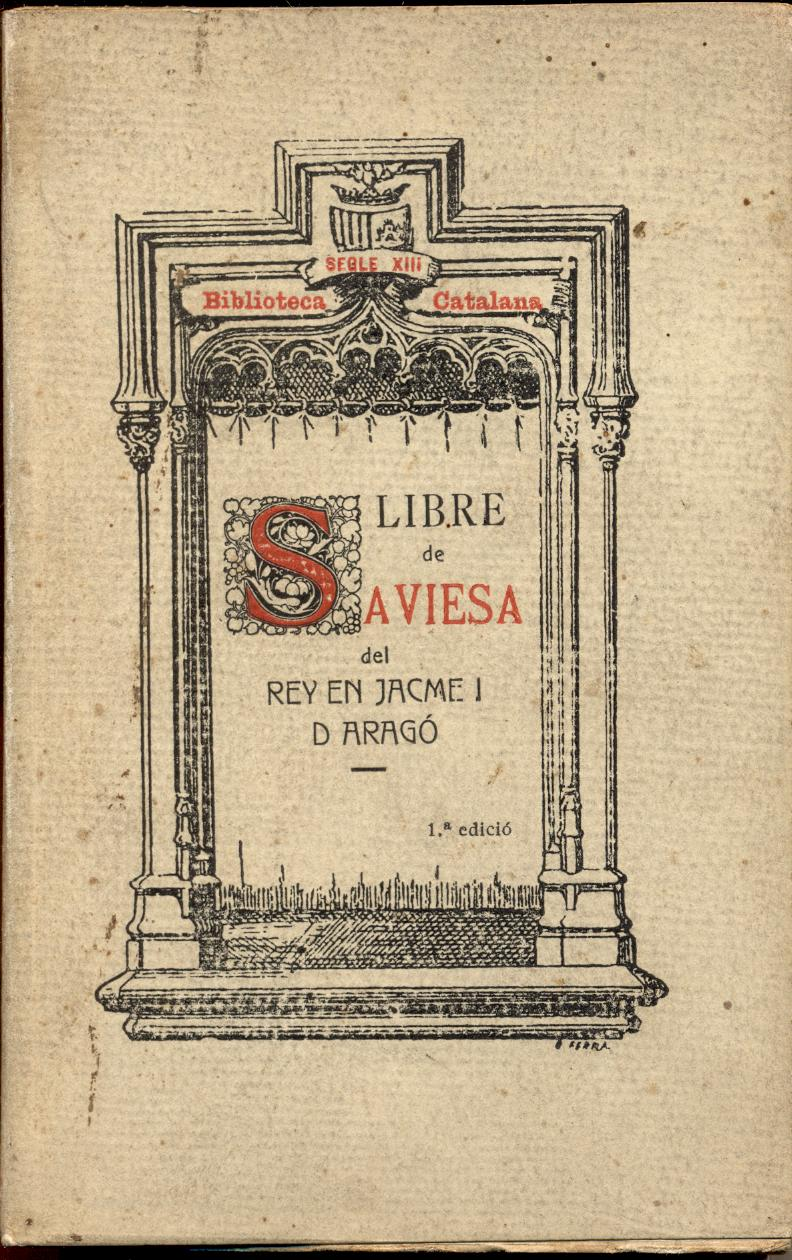
«Llibre de Saviesa del Rey en Jacme I d'Aragó» (Ed. 1908)

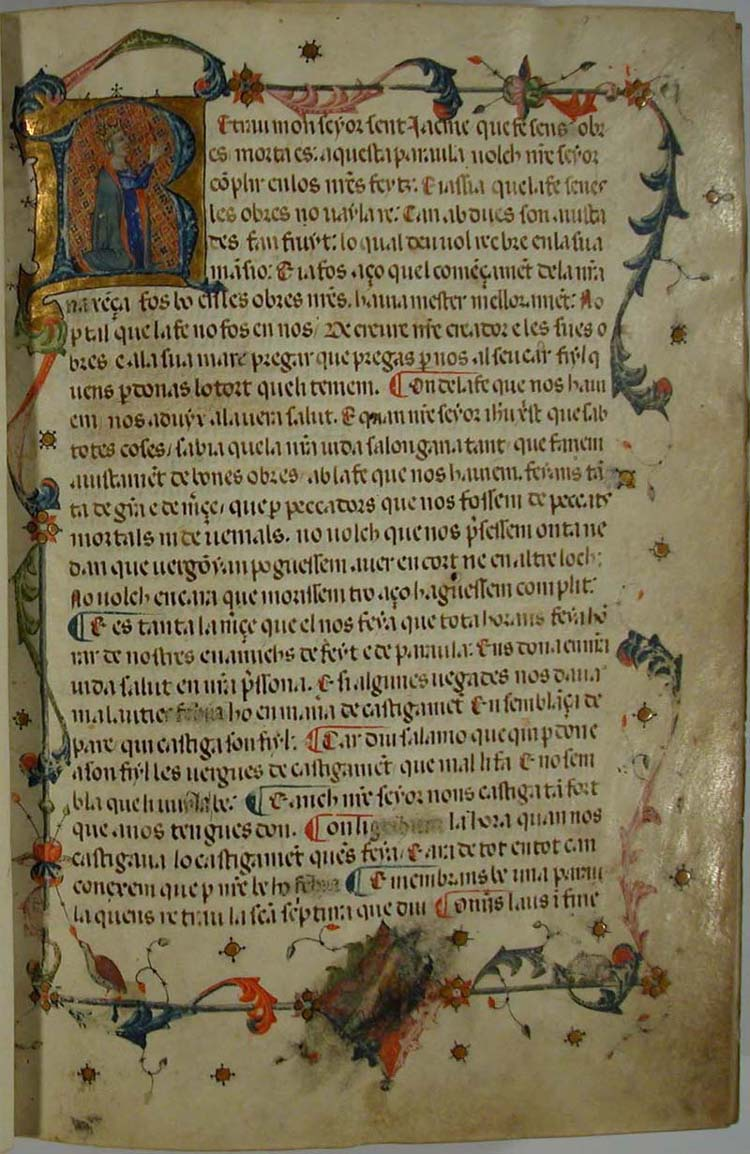
«Libre dels Feyts»
Còdex de Poblet (1343)

El Llibre dels feits o Crònica de Jaume I és la primera de "les quatre grans Cròniques". Sembla que la conquesta de Mallorca (1229) n'impulsà la redacció. Jaume I mor el 1276, per tant, l'obra degué ésser quasi acabada poc abans. No obstant això, les còpies que en tenim són posteriors: el manuscrit més antic conservat és de 1343. La Crònica narra, de forma autobiogràfica, la vida i les gestes més importants del rei, sobretot les conquestes de Mallorca i València.
La història comença amb el seu naixement i acaba amb la seva mort (del 1208 al 1276). Algú proposat per ell en feu el pròleg i l'epíleg: tant per la seva erudició com per la seva perfecció estilística aquest pròleg degué ser fet per algú diferent, de cultura superior, i un cop el rei ja era mort. El conqueridor fou ben explícit a l'hora d'expressar la finalitat de les seves "memòries": "E per tal que los hòmens coneguessen, quan hauríem passada aquesta vida mortal, ço que nós hauríem fet […] e per dar eximpli a tots los altres hòmens del món…".
La intenció didàctica i justificativa, i el sentiment religiós i providencialista es reflecteixen al llarg de tota la Crònica. El rei, a qui agrada d'aparèixer com un heroi d'epopeia, no sempre fa història militar i política, sinó que sovint ens mostra els petits fets de la seva vida i els racons més íntims de la seva personalitat. A la Crònica es fa ús d'un llenguatge viu i popular (refranys, dites i expressions col·loquials, utilització de la primera persona del plural, etc.) i de la llengua pròpia per part dels personatges (català, castellà, aragonès, àrab, francès, etc.).
Una obra atribuïda a Jaume I és el Llibre de Saviesa del Rey en Jacme I d'Aragó.

## Sepulcre

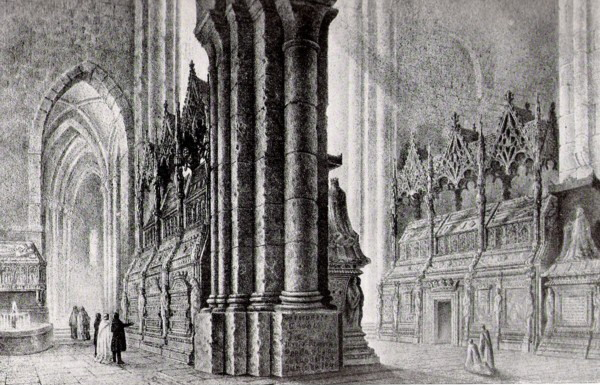
Panteons Reials abans de la destrucció en una litografia de Parcerisa

En els primers anys de la seva vida, el rei en Jaume expressà el seu desig d'ésser enterrat al monestir de Sixena juntament amb el seu pare. Així figura en el testament que feu el 3 d'abril del 1226. Tot i així, ja des del 1216 el rei havia decretat mesures protectores en favor del monestir de Poblet, ordenant als batlles reials que castiguessin aquelles persones que molestessin el monestir o produïssin algun dany en els seus béns. El 1222 prosseguí legislant en aquest aspecte i ordenà als batlles que protegissin el monestir com si fos un domini de la corona i per tal que ningú al·legués ignorància disposà que en totes les possessions del monestir hi fossin posats penons reials.
Les donacions del rei Jaume al monestir s'iniciaren el 1225, quan durant una visita al monestir prometé lliurar 200 morabatins per a les obres del cenobi. El 1232 autoritzà el comte Nuno Sanç a dotar en les terres conquerides una nova casa de l'orde del Cister, donant lloc així al naixement del monestir de Santa Maria de la Real de Mallorca. De la mateixa manera, autoritzà Guillem IV de Cervera a fer donació de les de Benifassà, al nord del Regne de València, per tal que s'hi establís l'orde del Cister.
En el testament que feu l'1 de gener del 1231, ja esmentà el seu desig de ser enterrat a Santa Maria de Poblet. En el testament del 6 de març del 1232 també s'expressà d'aquesta manera. El 28 d'agost del 1257 manifestà que ja havia escollit sepultura anteriorment i ho confirmà davant l'abat del monestir, donant-li facultats per a traslladar les seves despulles d'allí on fossin fins al monestir. En el testament del 26 d'agost del 1272 renovà novament el seu desig d'ésser enterrat a Santa Maria de Poblet i, finalment, el 20 de juliol del 1276 feu un codicil amb les donacions que feia al monestir i expressant novament la seva intenció d'ésser enterrat allí, nomenant executors de la seva voluntat els seus fills i hereus Pere el Gran i Jaume II de Mallorca.
Jaume I d'Aragó va morir el 27 de juliol de 1276 quan viatjava des del Regne de València cap al monestir de Poblet per tal d'ingressar-hi com a monjo. En el seu testament, va lliurar al monestir cinc mil morabatins, la seva cinta d'or, la seva vaixella de plata, pedres precioses i anells, un portapau en forma de creu ornamentat amb pedres precioses i la seva capella oratòria personal. A més, va fer-li donació dels castells i llocs de Copons, Timor, Montfalcó, Veciana, Pallerols i Sant Vicenç de València, foramurs de la ciutat de València.

### Sepulcre de Jaume el Conqueridor

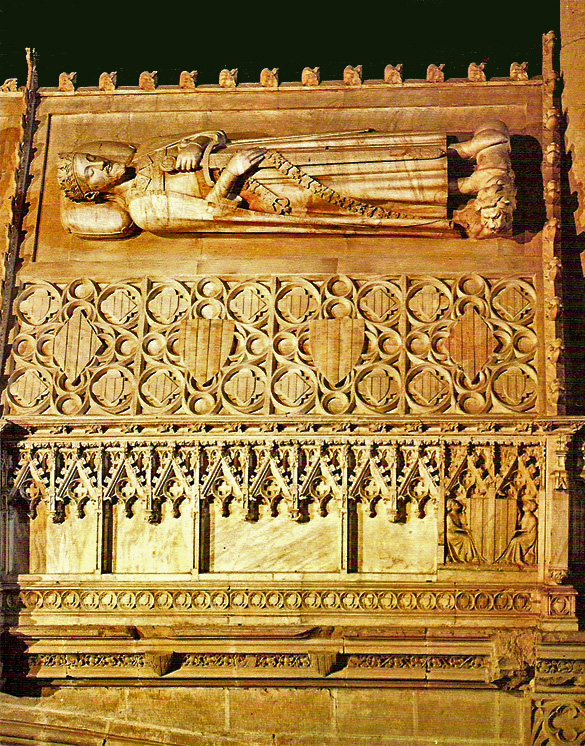
Sepulcre de Jaume I d'Aragó manat edificar per Pere III el Cerimoniós el 1359 i reconstruït per Frederic Marès el 1952

En morir el rei en Jaume, les seves despulles foren dipositades a la catedral de València, prop de l'altar de Santa Maria. No fou fins dos anys després de la seva mort i un cop sufocada la tercera revolta dels sarraïns valencians que el seu fill i hereu, el rei Pere el Gran, va poder complir els designis testamentaris del seu pare. Així, el maig del 1278, amb grans honors i ornaments, el cos del rei Jaume fou traslladat al monestir de Poblet, on fou soterrat.
La primera sepultura era simple, formada per una urna de pedra del país amb banda de pendent lleugera. Aquesta urna era col·locada sobre mènsules al costat del prebisteri de l'església major de Poblet, tot just enfront d'una altra que contenia les despulles del rei Alfons el Cast. L'epitafi del sepulcre primitiu deia el següent: 
| « | "Anno Domini M.CC.LXXX.VI (sic)/Vigilia B. Mariae Magdalenae/Illustrissimus ac virtuosissimus/Jacobus Rex Aragonum, Majori/carum, Valentiae, comesque Barcinonae/et Urgelli, et Dominus Montispesulani/accepit habitum Ordinis Cisterciensis/in villa Algecirae, et obiit Valentiae/VI. Kal. augusti. Hic contra/Sarracenos semper praevaluit/et abstulit eis Regna Majoricarum/Valentiae, et Murciae, et regnavit/LXII annis, X mensibus, et XXV/diebus: et translatus est de Civitate/Valentiae ad Monasterium Populeti/ubi sepultus fuit praesentibus Rege/Petro filio suo, ejus uxore Constantia/Regina Aragonum, et Violante/Regina Castellae filia Domini/Regis Jacobi praedicti, et Archiepiscopo/Terraconae, et multis Episcopis, et/Abbatibus, ac Nobilibus viris./Hic aedificavit Monasterium Bonifazani,/et fecit multa bona dicto Monasterio Populeti./Ejus anima requiescat in pace/Amen". | » |

Posteriorment, a partir del 1359, el rei Pere el Cerimoniós feu construir els panteons reials d'alabastre de Beuda sobre dos arcs de pedra entre les dues pilastres del creuer de l'església major de Poblet. El projecte escultòric fou encarregat al mestre Aloi i al mestre Jaume Cascalls. El 1363 el sepulcre estava acabat, però aleshores el rei Pere manà la construcció d'un altre arc sepulcral paral·lel al primer. Així mateix manà al mestre Cascalls que bastís una sepultura per a Jaume I en alabastre i esmaltada de vidre. Posteriorment, el 1371, signà un nou contracte amb el mestre Cascalls en què manava fer dues imatges de pedra del rei Jaume, una amb el rei coronat i l'altra amb el rei vestit de monjo, de manera que les estàtues jacents fossin de la mateixa alçada que les que havia dissenyat per a ell i la seva muller. A més, hi havien d'anar col·locats deu senyals reials esmaltats i daurats. El 1380, el rei Pere manà encara al fuster Bernat Teixidor la construcció d'uns dossers de fusta que s'instal·laren per sobre dels sepulcres reials perquè els protegissin de la pols i els donessin més prestància. Un cop acabada l'obra, les despulles del rei Jaume I foren dipositades al nou sepulcre.

### Saqueig de Santa Maria de Poblet

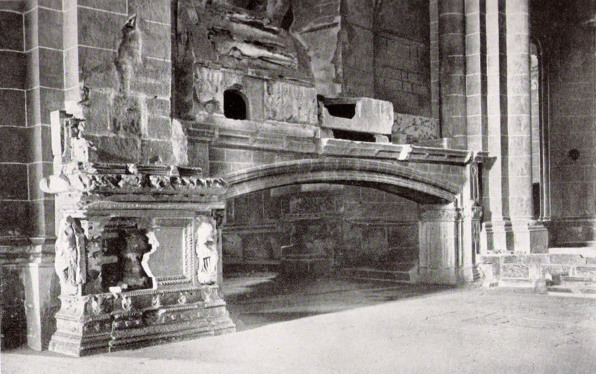
El Panteó Reial, destruït

El 1809, durant la Guerra del Francès, el monestir de Poblet va ser saquejat per l'exèrcit napoleònic. El 1811 fou confiscat, però el 1813, després de l'expulsió dels francesos del Principat de Catalunya, els monjos s'hi pogueren reinstal·lar.
Durant el Trienni Liberal (1820-1823), el monestir fou atacat: es van cremar els altars, el cor del segle xvi, l'orgue, les sagristies, l'aixovar sagrat, les imatges i els bancs de fusta; foren saquejats el palau de l'abat Copons i les granges dependents del monestir; els panteons reials, en canvi, es van respectar. El monestir es va salvar de la primera desamortització, però al final del Trienni els béns del monestir foren novament objecte d'atacs.

### Destrucció del sepulcre i profanació de les restes de Jaume el Conqueridor
El 1835 la comunitat de Poblet (llavors de 70 monjos) fou exclaustrada i el monestir quedà abandonat i durant molt de temps amb escassa i mal pagada vigilància. El monestir fou saquejat per colles dels pobles del voltant, saqueig que fou literàriament interpretat més tard per Àngel Guimerà en un cèlebre poema. Aquesta vegada, els assaltants van buscar els tresors que creien amagats pels monjos al monestir i, finalment, van destruir els panteons reials a la recerca de suposades joies reials, profanant les restes allí enterrades. S'acarnissaren especialment amb les despulles de Jaume el Conqueridor (que van ser "vestides" amb barretina i trabuc i col·locades a la porta per fer guàrdia), Pere el Cerimoniós, Joan el Caçador i les esposes d'aquests últims, que acabaren trossejades i escampades per terra, mentre altres tombes també van ser obertes, però les restes no van ser extrets dels sarcòfags.

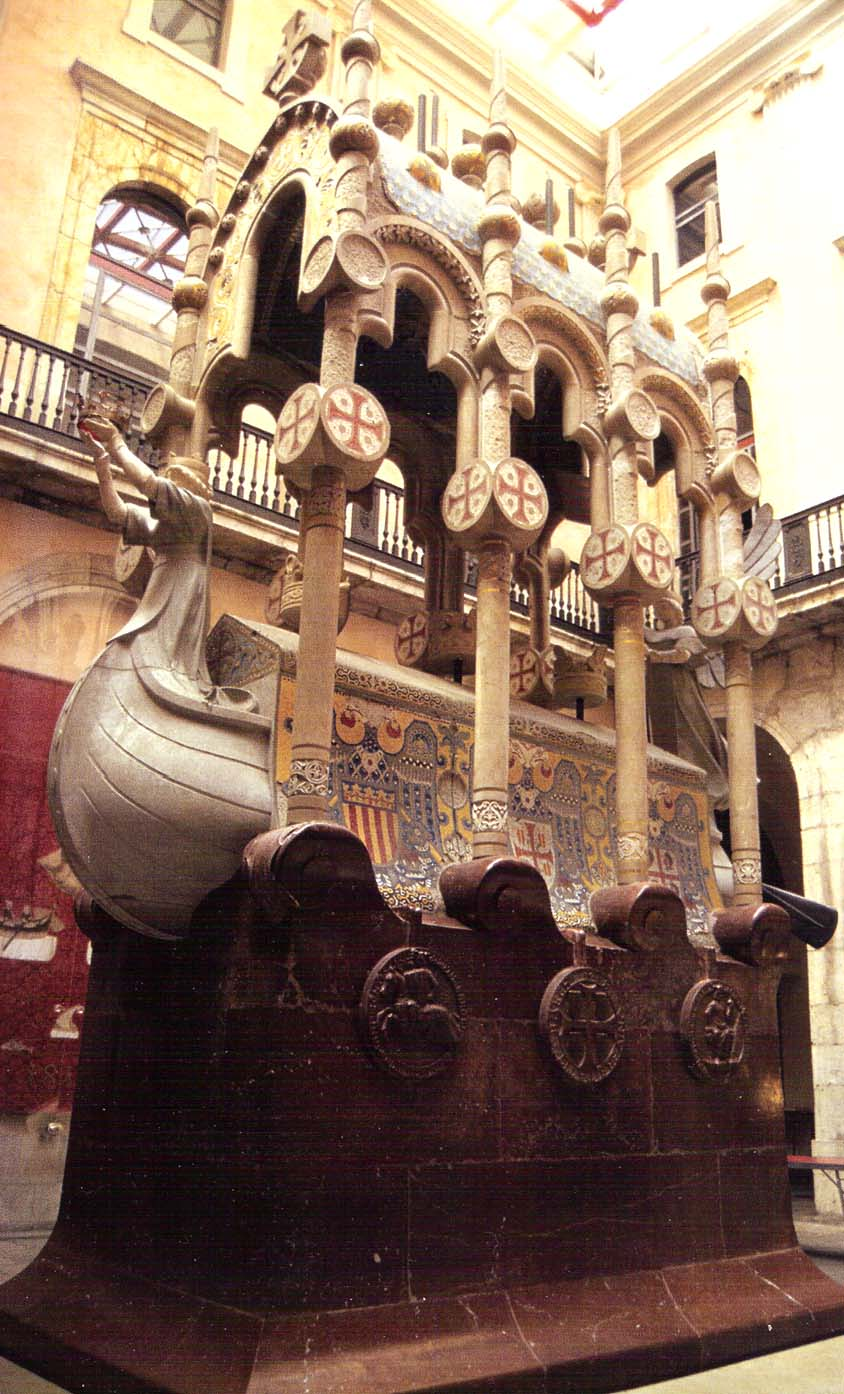
Sepulcre construït per Lluís Domènech i Montaner per a Jaume I d'Aragó a la catedral de Tarragona i que actualment es troba a l'Ajuntament de Tarragona

Així quedaren fins que, dos anys més tard (1837), finalment, el govern progressista concedí un permís especial al rector de l'Espluga de Francolí, Antoni Serret, per a recollir les restes escampades dels monarques. Ell i els seus col·laboradors les van embolicar i les van traslladar en carro fins a l'església de l'Espluga, on es guardaren juntament amb les d'una vintena més de membres de les dinasties regnants a l'antiga Corona d'Aragó.
El 1841, davant l'espoli i saqueig imparable de Poblet, Josep Criviller i l'esmentat Antoni Serret van rescatar els cossos que encara descansaven a les tombes, entre els quals els dels reis Alfons el Cast i el de Ferran d'Antequera. L'Ajuntament de l'Espluga de Francolí va decidir col·locar les restes en caixes; les de Jaume el Conqueridor foren dipositades en una caixa de fusta de noguera i la resta en set caixes de pi. Davant d'aquesta lamentable situació, la ciutat de València fou l'única en reaccionar i va intentar aconseguir la custòdia de les despulles de Jaume I d'Aragó per tal d'oferir-li una sepultura digna. Això esperonà les autoritats catalanes, que el 1843 traslladaren les restes de Jaume I a la catedral de Tarragona.

### Les restes de Jaume I d'Aragó a la catedral de Tarragona
El 1854, l'Ajuntament de Tarragona, la Comissió de Monuments de la Província de Tarragona i la Junta d'Obsequis, complint una ordre reial, feren construir una tomba a la catedral per al rei Jaume. Aquest sepulcre fou solemnement inaugurat el 7 d'octubre del 1857 i comptà amb la presència d'un representant de la reina Isabel II d'Espanya, que no assistí a l'acte. Posteriorment, l'any 1908, l'arquitecte Lluís Domènech i Montaner construí un nou monument funerari per al rei Conqueridor, que en l'actualitat es conserva al pati de l'Ajuntament de Tarragona.

### Reconstrucció del sepulcre i retorn de les restes a Santa Maria de Poblet
El 1930 començà la restauració en ferm amb el patrocini del Patronat de Poblet, presidit per Eduard Toda i Güell, autèntica ànima de la recuperació del monestir. El 1935 van tornar a Poblet les suposades restes mortals del príncep Carles de Viana. El 1940, després de llargues negociacions interrompudes per la Guerra civil, s'hi va reinstal·lar una comunitat de monjos cistercencs, els primers des de feia 105 anys, i el mateix 1940 s'iniciaren les obres de reconstrucció, encarregant-se a Frederic Marès la restauració dels sepulcres reials.
El 1952 la dictadura del general Francisco Franco va patrocinar i finançar el retorn de les despulles del rei Jaume I al monestir en una operació dissenyada per treure'n rèdit polític. Finalitzada la restauració dels sepulcres reials, s'iniciaren els preparatius per la cerimònia de retorn, en tres fèretres i sis armons d'artilleria. Entre les restes hi havia les de Jaume I molt principalment. El 3 de juny del 1952 un destacament del Regiment d'Infanteria Ebro núm. 56 va fer vigília de les restes a la catedral de Tarragona, que restaren sota un gran cadafal cobert amb tela de vellut negre. L'endemà es va celebrar una missa de difunts i, finalitzat l'acte, la comitiva sortí de la catedral. El seguici fou pompós i estava format per una companyia de gastadors amb armes a la funerala, seguida pel destacament d'infanteria i un esquadró d'heralds a cavall, tots ells vestits a la manera dels exèrcits de l'antiga Corona d'Aragó; seguien la comitiva una representació de ministres, cardenals, militars, dues centúries del Frente de Juventudes de la Falange i alguns nobles de l'antiga Corona d'Aragó, així com altres personalitats locals. El recorregut, amb els tres fèretres i els sis armons presidits per Jaume I, sortí de la catedral amb carros mortuoris i arribà fins a l'Espluga de Francolí. A partir d'allí, s'hi afegí el mateix general Francisco Franco i els fèretres foren portats sobre les espatlles de vuit soldats cadascun, fins a arribar al monestir. Les restes del rei Jaume anaven cobertes amb el Penó de la Conquesta i, finalment, el 4 de juny del 1952, foren dipositades a les tombes reials reconstruïdes del monestir de Poblet.
Aquesta operació propagandística de la dictadura militar va atreure l'atenció d'un grup d'estudiants catalanistes encapçalats per Pere Figuera; aquests prepararen un intent de segrest de les despulles del rei abans que fossin traslladades al monestir de Poblet, amb la intenció de traslladar-les al monestir de Sant Miquel de Cuixà, situat a la Catalunya Nord, en territori de l'actual França, i després fer-hi una conferència de premsa denunciant-hi l'intent d'apropiació de la memòria històrica de la Corona d'Aragó per part del franquisme. Tot i això, les discrepàncies internes dins del grup per motius religiosos feren que, finalment, l'operació de segrest fos desestimada.

### La mòmia de Jaume I i l'anàlisi genètica de les restes reials

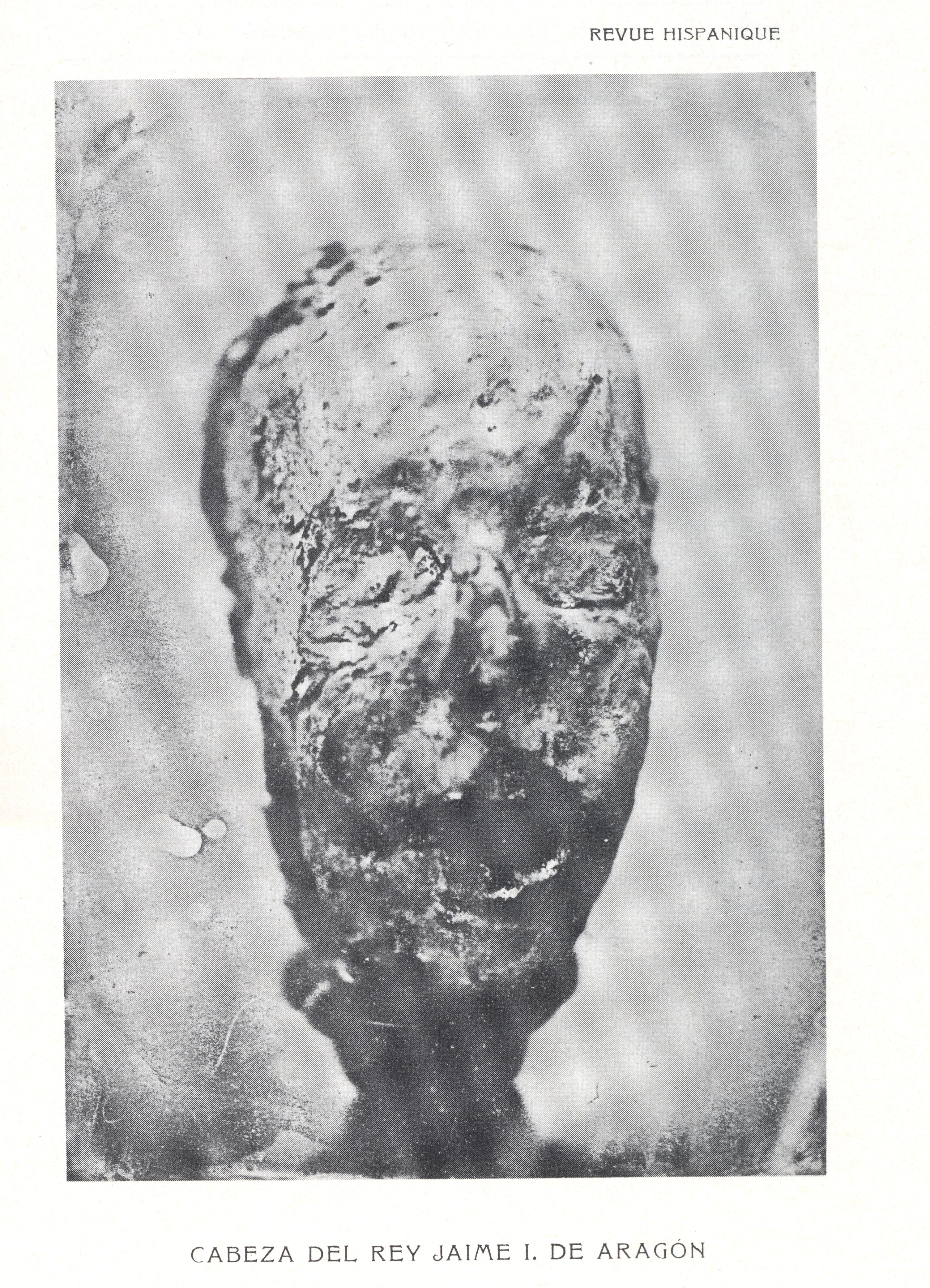
Cap momificat atribuït a Jaume I en un daguerreotip de 1856

Joaquim Miret i Sans va donar a conèixer, el 1902, un daguerreotip de l'any 1856, que s'havia fet quan es produí el canvi d'emplaçament dins la catedral de Tarragona, en el qual es reprodueix el suposat cap momificat del monarca. Segons Miret, l'aparent ferida sobre la cella esquerra delataria que es tractava del de Jaume I, ferit per un dard de ballesta durant el setge de València al mateix lloc.
Uns equips d'experts de la Universitat de Granada i la Universitat Autònoma de Barcelona, sota la direcció de la historiadora Mariona Ibars, iniciaren, l'any 1996, l'estudi antropològic i genètic de l'ADN mitocondrial
de les restes atribuïdes al príncep Carles de Viana, i que es conserven al Monestir de Poblet. Les conclusions de l'estudi, presentades el 9 de setembre del 2008 al mateix Monestir de Poblet, han revelat que les restes atribuïdes al príncep en realitat no es corresponen amb el personatge, sinó que són la composició de tres persones diferents. De l'estudi es desprèn que la classificació de les restes atribuïdes als reis pot ser totalment errònia, atès que quan Antoni Serret les rescatà estaven totalment barrejades.
La recomposició dels tres cossos es fonamentà en el coneixement històric de l'època, donant lloc a una classificació que sembla que és totalment arbitrària. La resta, un total de 28 cranis i 32 fèmurs, fou dipositada en sis arquetes. De fet, al sepulcre del rei Jaume I es dipositaren dos cranis, un amb gran traumatisme cranial i l'altre amb una ferida a la cella que podria ser d'un dard. Fins ara, però, no s'ha fet cap estudi de les restes reials.
Davant d'aquesta incertesa, el mateix equip demanarà estudiar les restes de Jaume I. L'abat del monestir, Josep Alegre i Vilas, ha deixat en mans del Patronat del Monestir de Poblet, format pels governs d'Aragó, Catalunya, València i Balears, i el monestir mateix, l'aprovació definitiva de l'estudi. Si finalment se n'obté l'aprovació, caldrà trobar un finançador privat, ja que els 60.000 euros per a l'estudi del príncep de Viana han estat aportats per l'Obra Social de Caixa Penedès.

## Iconografia
La imatge del rei ja és reproduïda en nombrosos documents durant la pròpia edat mitjana

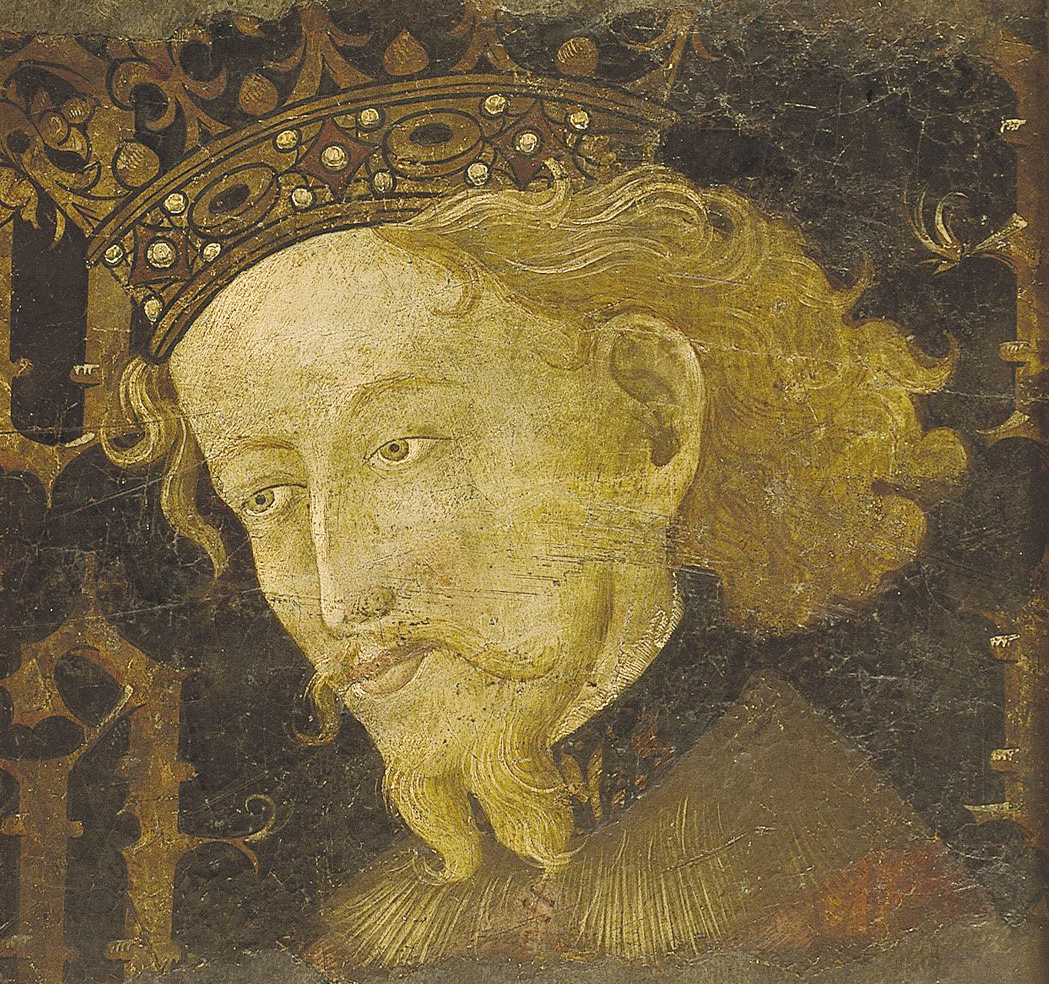
Retrat imaginari identificat amb Jaume I (1427 Mateu i Gonçal Peris)
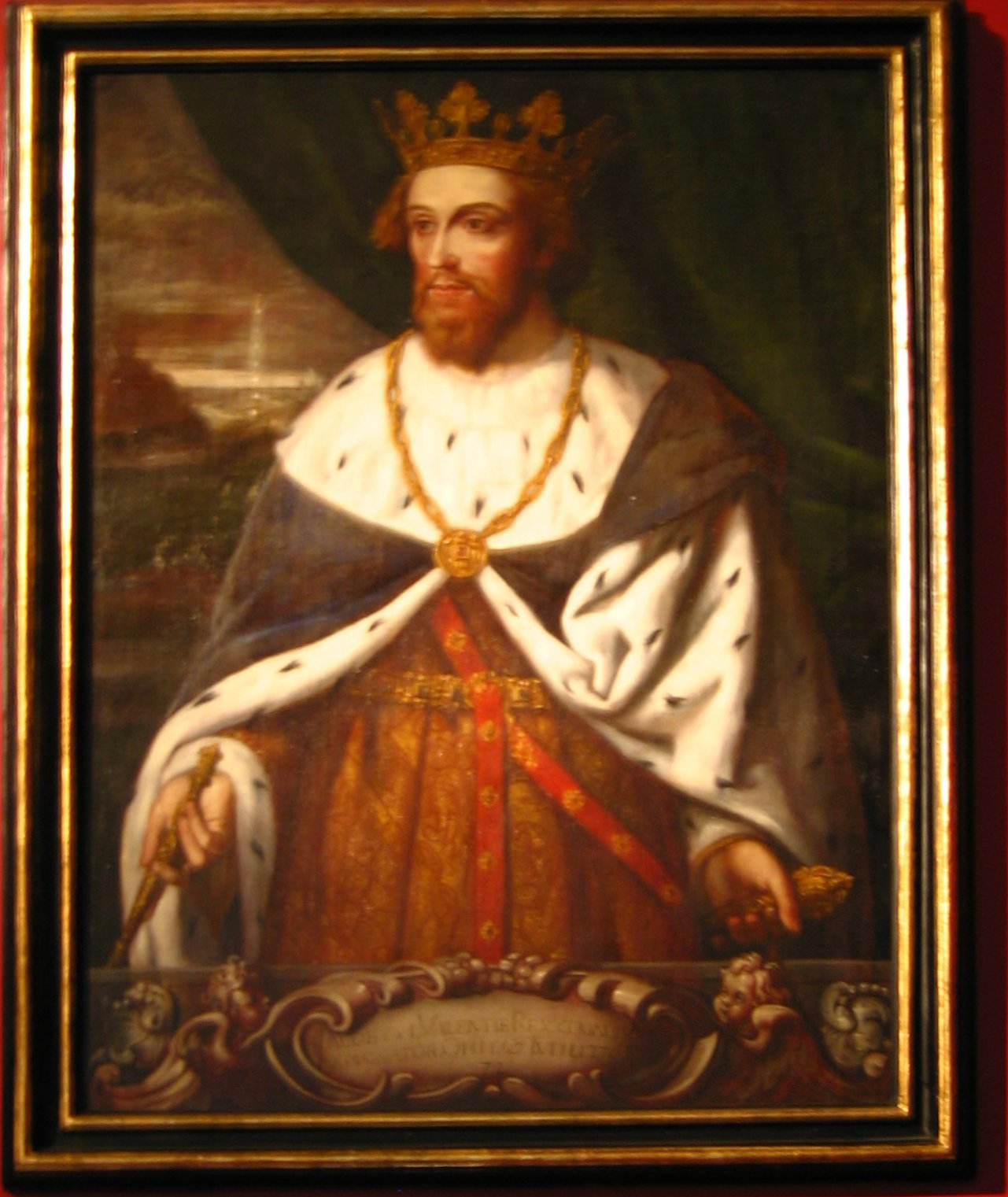
Retrat imaginari de Jaume I d'Aragó (Palau de la Generalitat Valenciana)
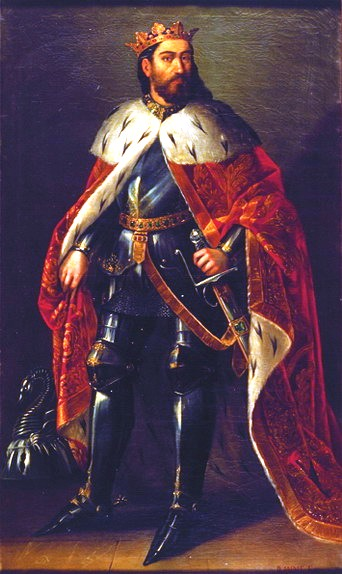
Retrat imaginari de Jaume I d'Aragó (oli de Manuel Aguirre y Monsalbe)
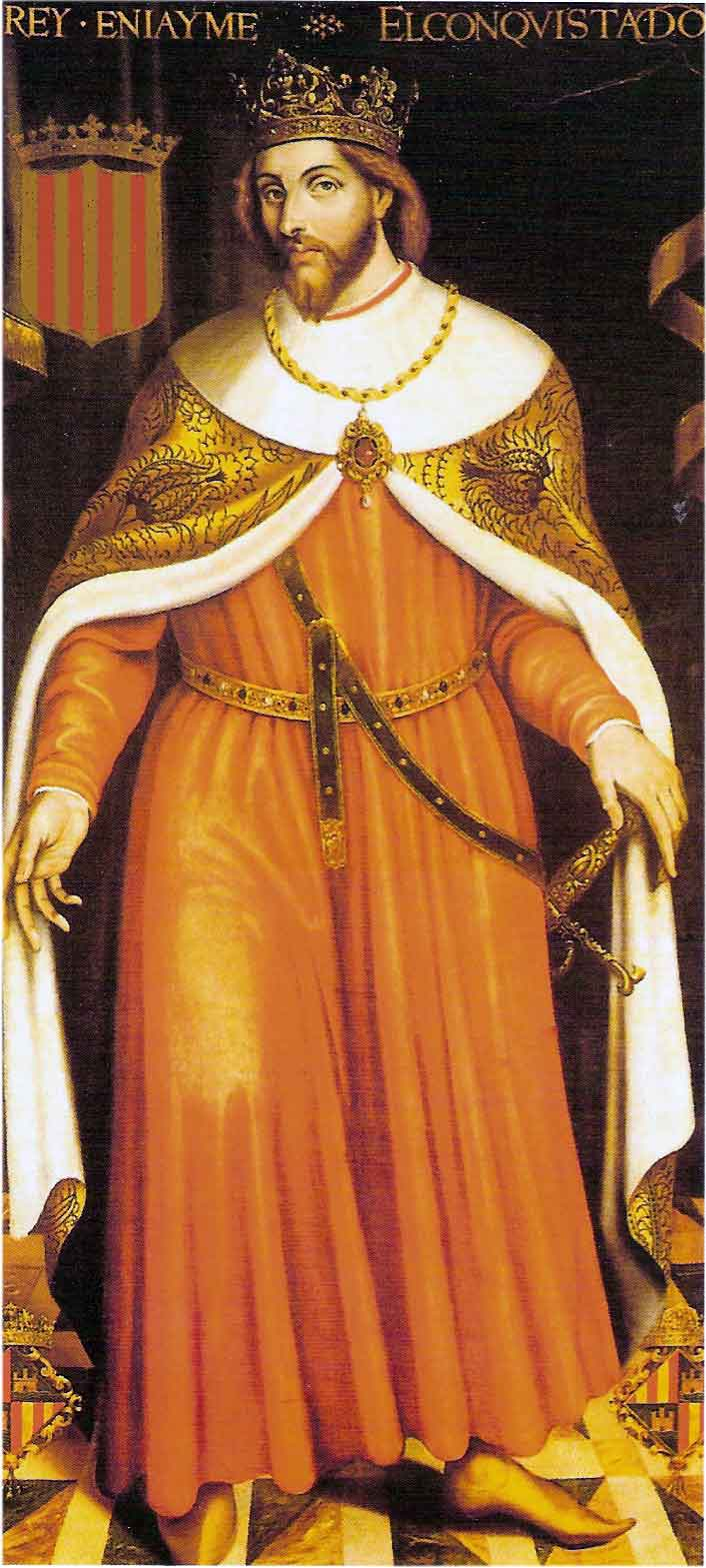
Retrat a l'oli de Jaume I de l'Ajuntament de Palma (fi del s. xvi), exposat a la Festa de l'Estendard. (Palma)

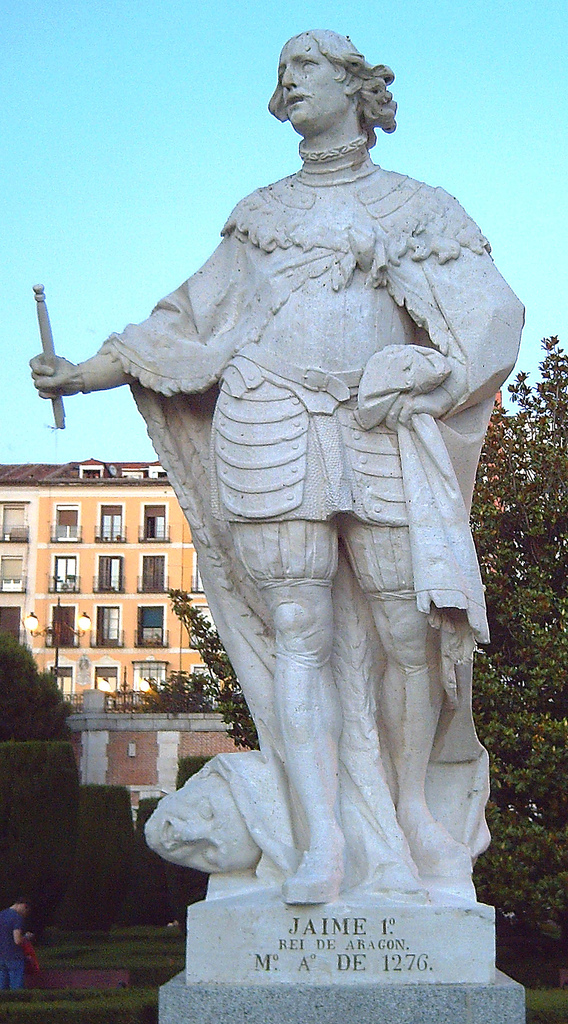
Estàtua de Jaume el Conqueridor a Madrid (J. León, 1753)
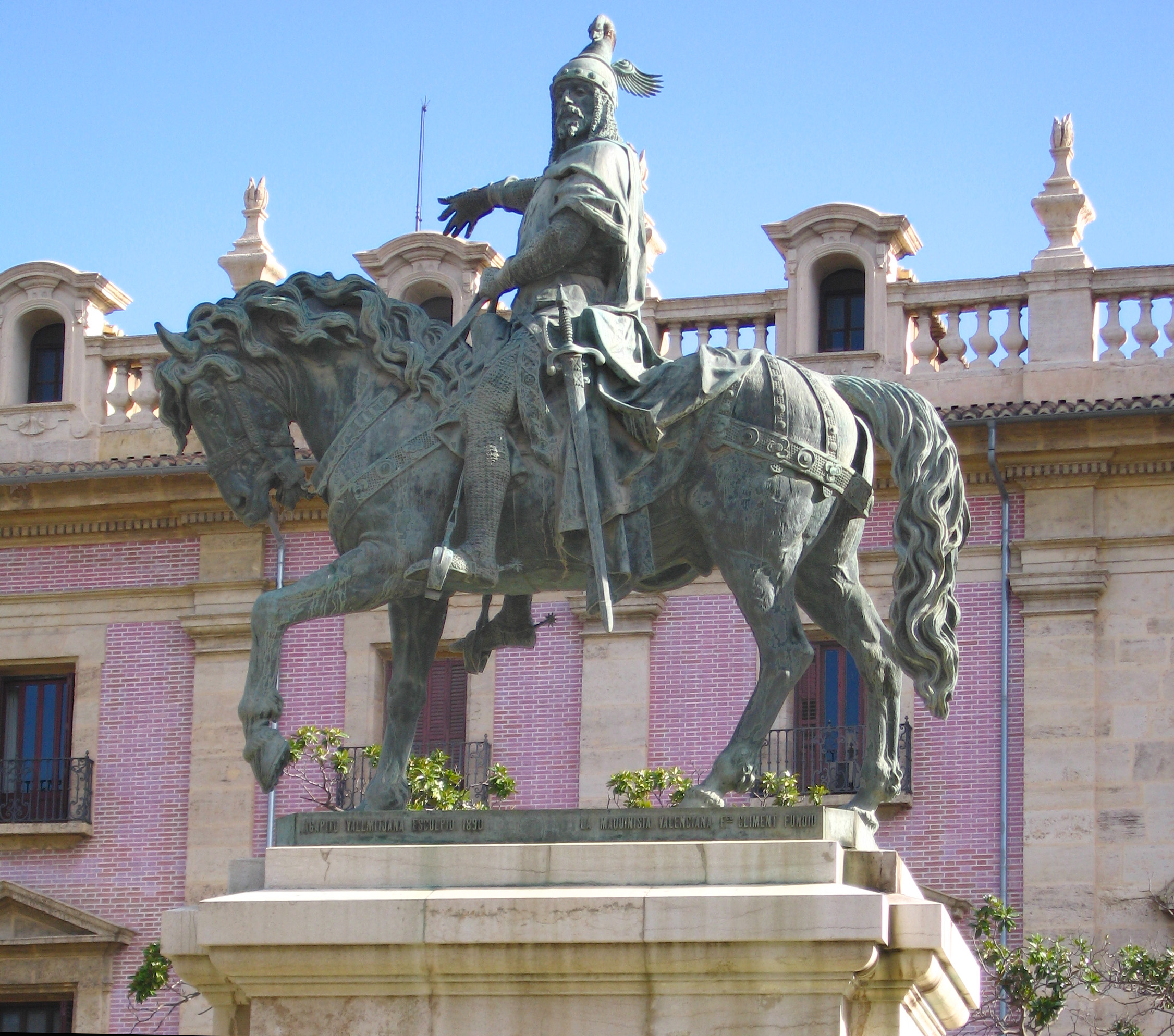
Estàtua de Jaume el Conqueridor (Agapit Vallmitjana) a la plaça d'Alfons el Magnànim, a la ciutat de València
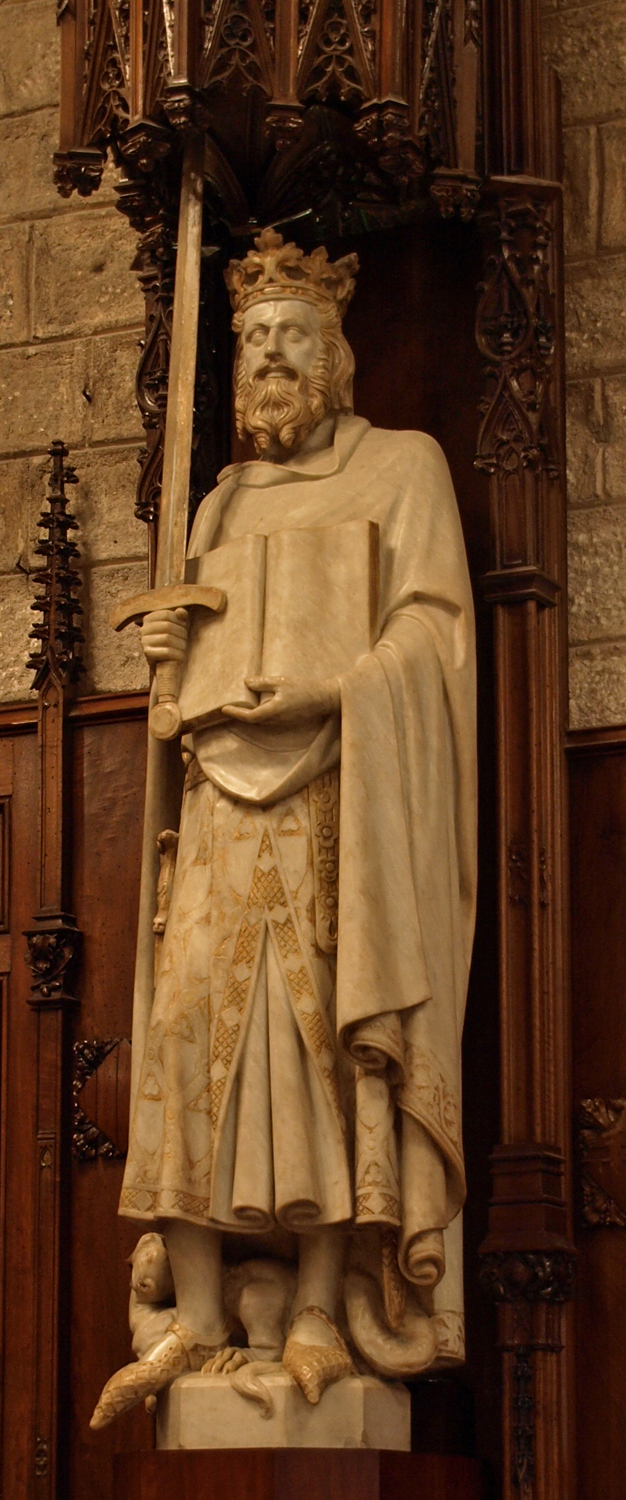
Estàtua al Saló de Cent (ciutat de Barcelona)

## Títols i successors
El 1214, quan Jaume I d'Aragó fou jurat com a rei a Lleida per l'aristocràcia militar aragonesa i catalana, ostentava tan sols els títols de rei d'Aragó, comte de Barcelona i senyor de Montpeller. A partir del 1227, després de la Concòrdia d'Alcalá que suposà la imposició de la monarquia sobre l'aristocràcia, s'iniciaren els 10 anys de les importants conquestes incorporant el comtat d'Urgell i conquerint els regnes de Mallorca i València. La nòmina de títols del rei reflecteix aquesta època d'agressiu expansionisme militar, guanyant-se l'apel·latiu de Jaume "el Conqueridor":
- A 14 de juliol del 1226: Sig+num Jacobi, Dei gratia regis Aragonum, comitis Barchinone et domini Montispesulani[54]
- A 1 de març del 1230: Signum + Jacobi, Dei gratia regis Aragonum et regni Maioricarum, comitis Barchinone et domini Montispesulani[55]
- A 7 de juny del 1234: Signum + Jacobi, Dei gratia regis Aragonum et regni Maioricarum, comitis Barchinone et Urgelli et domini Montispesulani[56]
- A 18 d'octubre del 1238: Sig+num Jacobi, Dei gratia regi Aragonum, Maioricarum et Valencie, comiti Barchinone et Urgelli et domini Montispesullani[57]

| Jaume el Conqueridor Casa d'Aragó del Llinatge del Casal de Barcelona Naixement: 2 de febrer 1208 Mort: 27 de juliol 1276 | | |
| Títols | | |
| Precedit per: Pere I "el Catòlic" (pare)                                                                                  | Rei d'Aragó (Llista de reis d'Aragó) Rei d'Aragó, Comte de Ribagorça, Comte de Sobrarb (1213–1276)                                                                       | Succeït per: Pere II "el Gran" (fill) — Com a: — Rei d'Aragó Comte de Barcelona Rei de València                                   |
| Precedit per: Pere I "el Catòlic" (pare)                                                                                  | Comte de Barcelona (Llista de comtes de Barcelona) - Principatus - Comtat de Barcelona, Comtat de Girona, Comtat d'Osona, Comtat de Manresa, Comtat de Berga (1213–1276) | Succeït per: Pere II "el Gran" (fill) — Com a: — Rei d'Aragó Comte de Barcelona Rei de València                                   |
| — Territori conquerit: — Conquesta de València (1238) — Destronat — Abū al-Jumayl Zayyan ibn Mardāniš                     | Rei de València (Llista de reis de València) (1238–1276) | Succeït per: Pere II "el Gran" (fill) — Com a: — Rei d'Aragó Comte de Barcelona Rei de València                                   |
| — Territori conquerit: — Conquesta de Mallorca (1230) — Destronat — Abū Yahyā Muhammad ibn 'Alī                           | Rei de Mallorca (Llista de reis de Mallorca) (1230–1276) | Succeït per: Jaume II "el Prudent" (fill) — Com a: — Rei de Mallorca Comte de Cerdanya i Rosselló Senyor de Montpeller i Omeladès |
| Precedit per: Nunó Sanç I de Roselló i Cerdanya (oncle)                                                                   | Comte de Rosselló i Cerdanya (Llista de comtes de Rosselló) Comtat de Rosselló, Vallespir Comtat de Cerdanya, Comtat de Conflent (1242–1276)                             | Succeït per: Jaume II "el Prudent" (fill) — Com a: — Rei de Mallorca Comte de Cerdanya i Rosselló Senyor de Montpeller i Omeladès |
| Precedit per: Maria de Montpeller (mare)                                                                                  | Senyor de Montpeller i Omeladès (Llista de senyors de Montpeller) (1213–1276)                                                                                            | Succeït per: Jaume II "el Prudent" (fill) — Com a: — Rei de Mallorca Comte de Cerdanya i Rosselló Senyor de Montpeller i Omeladès |
| Precedit per: Pere I d'Urgell                                                                                             | Comte d'Urgell (Llista de comtes d'Urgell) (1234–1276) | Succeït per: Ponç IV de Cabrera                                                                                                   |